# Lista de asteroides (413001-414000)
Esta é uma lista parcial de asteroides, do asteroide número 413001 até o 414000, inclusive. Veja também o índice com todas as listas disponíveis.

| Objeto Próximos à Terra | Cinturão de asteroides (interno) | Cinturão de asteroides (externo) | Centauro       |
| Cruzador de Marte       | Cinturão de asteroides (meio)    | Troianos de Júpiter              | Transnetuniano |

Veja mais dados de cada asteroide na ligação externa para o Minor Planet Center na última coluna.
Índice: 413001... 413101... 413201... 413301... 413401... 413501... 413601... 413701... 413801... 413901... 

## 413001–413100
| Designação | Designação | Descoberta  | Descoberta    | Descobridor(es) | Categoria | Mais informações / Referência |
| Permanente | Provisória | Data        | Local         | Descobridor(es) | Categoria | Mais informações / Referência |
| ---------- | ---------- | ----------- | ------------- | --------------- | --------- | ----------------------------- |
| 413001     | 1999 UR30  | 31 out 1999 | Kitt Peak     | Spacewatch      | —         | MPC                           |
| 413002     | 1999 VG22  | 11 nov 1999 | Catalina      | CSS             | —         | MPC                           |
| 413003     | 1999 VK119 | 3 nov 1999  | Kitt Peak     | Spacewatch      | —         | MPC                           |
| 413004     | 1999 VY121 | 4 nov 1999  | Kitt Peak     | Spacewatch      | —         | MPC                           |
| 413005     | 1999 VR124 | 10 nov 1999 | Kitt Peak     | Spacewatch      | —         | MPC                           |
| 413006     | 1999 VH154 | 12 nov 1999 | Kitt Peak     | Spacewatch      | Juno      | MPC                           |
| 413007     | 1999 VP181 | 19 out 1999 | Kitt Peak     | Spacewatch      | —         | MPC                           |
| 413008     | 1999 VP197 | 3 nov 1999  | Catalina      | CSS             | —         | MPC                           |
| 413009     | 1999 VF210 | 12 nov 1999 | Socorro       | LINEAR          | —         | MPC                           |
| 413010     | 2000 CV39  | 2 fev 2000  | Socorro       | LINEAR          | —         | MPC                           |
| 413011     | 2000 FY7   | 30 mar 2000 | Prescott      | P. G. Comba     | —         | MPC                           |
| 413012     | 2000 GU149 | 5 abr 2000  | Socorro       | LINEAR          | —         | MPC                           |
| 413013     | 2000 HP45  | 26 abr 2000 | Anderson Mesa | LONEOS          | —         | MPC                           |
| 413014     | 2000 NB8   | 5 jul 2000  | Kitt Peak     | Spacewatch      | —         | MPC                           |
| 413015     | 2000 QT114 | 24 ago 2000 | Socorro       | LINEAR          | —         | MPC                           |
| 413016     | 2000 QA221 | 21 ago 2000 | Anderson Mesa | LONEOS          | —         | MPC                           |
| 413017     | 2000 QG231 | 29 ago 2000 | Socorro       | LINEAR          | —         | MPC                           |
| 413018     | 2000 SN93  | 23 set 2000 | Socorro       | LINEAR          | —         | MPC                           |
| 413019     | 2000 SB94  | 23 set 2000 | Socorro       | LINEAR          | —         | MPC                           |
| 413020     | 2000 SH130 | 22 set 2000 | Socorro       | LINEAR          | —         | MPC                           |
| 413021     | 2000 SY162 | 28 set 2000 | Socorro       | LINEAR          | —         | MPC                           |
| 413022     | 2000 SN250 | 24 set 2000 | Socorro       | LINEAR          | —         | MPC                           |
| 413023     | 2000 TR31  | 5 out 2000  | Kitt Peak     | Spacewatch      | —         | MPC                           |
| 413024     | 2000 TS51  | 1 out 2000  | Socorro       | LINEAR          | —         | MPC                           |
| 413025     | 2000 UA4   | 24 out 2000 | Socorro       | LINEAR          | —         | MPC                           |
| 413026     | 2000 UU38  | 24 out 2000 | Socorro       | LINEAR          | —         | MPC                           |
| 413027     | 2000 UF59  | 25 out 2000 | Socorro       | LINEAR          | —         | MPC                           |
| 413028     | 2000 UV72  | 25 out 2000 | Socorro       | LINEAR          | —         | MPC                           |
| 413029     | 2000 UB109 | 31 out 2000 | Socorro       | LINEAR          | —         | MPC                           |
| 413030     | 2000 WC66  | 19 nov 2000 | Socorro       | LINEAR          | —         | MPC                           |
| 413031     | 2000 WQ133 | 19 nov 2000 | Socorro       | LINEAR          | —         | MPC                           |
| 413032     | 2000 XF27  | 4 dez 2000  | Socorro       | LINEAR          | —         | MPC                           |
| 413033     | 2000 XU53  | 4 dez 2000  | Uccle         | T. Pauwels      | —         | MPC                           |
| 413034     | 2000 YM23  | 28 dez 2000 | Kitt Peak     | Spacewatch      | —         | MPC                           |
| 413035     | 2001 AQ49  | 15 jan 2001 | Kitt Peak     | Spacewatch      | Pallas    | MPC                           |
| 413036     | 2001 KO34  | 18 mai 2001 | Socorro       | LINEAR          | —         | MPC                           |
| 413037     | 2001 KN51  | 25 mai 2001 | Socorro       | LINEAR          | —         | MPC                           |
| 413038     | 2001 MF1   | 16 jun 2001 | Anderson Mesa | LONEOS          | —         | MPC                           |
| 413039     | 2001 NB12  | 13 jul 2001 | Palomar       | NEAT            | —         | MPC                           |
| 413040     | 2001 OS75  | 24 jul 2001 | Palomar       | NEAT            | —         | MPC                           |
| 413041     | 2001 PL35  | 11 ago 2001 | Palomar       | NEAT            | —         | MPC                           |
| 413042     | 2001 PG43  | 12 ago 2001 | Haleakalā     | NEAT            | —         | MPC                           |
| 413043     | 2001 QM65  | 17 ago 2001 | Socorro       | LINEAR          | —         | MPC                           |
| 413044     | 2001 QU108 | 23 ago 2001 | Socorro       | LINEAR          | —         | MPC                           |
| 413045     | 2001 QS151 | 24 ago 2001 | Anderson Mesa | LONEOS          | —         | MPC                           |
| 413046     | 2001 QL161 | 23 ago 2001 | Anderson Mesa | LONEOS          | —         | MPC                           |
| 413047     | 2001 QC177 | 24 ago 2001 | Socorro       | LINEAR          | —         | MPC                           |
| 413048     | 2001 QA188 | 21 ago 2001 | Haleakala     | NEAT            | —         | MPC                           |
| 413049     | 2001 QY196 | 22 ago 2001 | Haleakala     | NEAT            | —         | MPC                           |
| 413050     | 2001 QR227 | 24 ago 2001 | Anderson Mesa | LONEOS          | —         | MPC                           |
| 413051     | 2001 QT280 | 19 ago 2001 | Socorro       | LINEAR          | —         | MPC                           |
| 413052     | 2001 QM330 | 25 ago 2001 | Socorro       | LINEAR          | —         | MPC                           |
| 413053     | 2001 RY12  | 8 set 2001  | Socorro       | LINEAR          | —         | MPC                           |
| 413054     | 2001 RB35  | 8 set 2001  | Socorro       | LINEAR          | —         | MPC                           |
| 413055     | 2001 RV48  | 11 set 2001 | Socorro       | LINEAR          | —         | MPC                           |
| 413056     | 2001 RA87  | 27 ago 2001 | Anderson Mesa | LONEOS          | —         | MPC                           |
| 413057     | 2001 RN108 | 12 set 2001 | Socorro       | LINEAR          | —         | MPC                           |
| 413058     | 2001 RZ120 | 12 set 2001 | Socorro       | LINEAR          | —         | MPC                           |
| 413059     | 2001 RU121 | 12 set 2001 | Socorro       | LINEAR          | —         | MPC                           |
| 413060     | 2001 RM132 | 12 set 2001 | Socorro       | LINEAR          | —         | MPC                           |
| 413061     | 2001 RX145 | 8 set 2001  | Socorro       | LINEAR          | —         | MPC                           |
| 413062     | 2001 SA23  | 10 set 2001 | Anderson Mesa | LONEOS          | —         | MPC                           |
| 413063     | 2001 SC36  | 16 set 2001 | Socorro       | LINEAR          | —         | MPC                           |
| 413064     | 2001 SG88  | 12 set 2001 | Socorro       | LINEAR          | —         | MPC                           |
| 413065     | 2001 SX96  | 22 ago 2001 | Kitt Peak     | Spacewatch      | —         | MPC                           |
| 413066     | 2001 SG116 | 18 set 2001 | Palomar       | NEAT            | —         | MPC                           |
| 413067     | 2001 SF117 | 24 ago 2001 | Anderson Mesa | LONEOS          | —         | MPC                           |
| 413068     | 2001 SB121 | 16 set 2001 | Socorro       | LINEAR          | —         | MPC                           |
| 413069     | 2001 SR122 | 16 set 2001 | Socorro       | LINEAR          | —         | MPC                           |
| 413070     | 2001 SG175 | 16 set 2001 | Socorro       | LINEAR          | —         | MPC                           |
| 413071     | 2001 SR184 | 19 set 2001 | Socorro       | LINEAR          | —         | MPC                           |
| 413072     | 2001 SD248 | 19 set 2001 | Socorro       | LINEAR          | —         | MPC                           |
| 413073     | 2001 SG264 | 25 set 2001 | Socorro       | LINEAR          | —         | MPC                           |
| 413074     | 2001 SL306 | 20 set 2001 | Socorro       | LINEAR          | —         | MPC                           |
| 413075     | 2001 SW306 | 20 set 2001 | Socorro       | LINEAR          | Iannini   | MPC                           |
| 413076     | 2001 SF312 | 20 set 2001 | Socorro       | LINEAR          | —         | MPC                           |
| 413077     | 2001 SK321 | 26 ago 2001 | Anderson Mesa | LONEOS          | Phocaea   | MPC                           |
| 413078     | 2001 SZ321 | 25 set 2001 | Socorro       | LINEAR          | —         | MPC                           |
| 413079     | 2001 SN325 | 17 set 2001 | Palomar       | NEAT            | Phocaea   | MPC                           |
| 413080     | 2001 TH17  | 20 set 2001 | Socorro       | LINEAR          | —         | MPC                           |
| 413081     | 2001 TP23  | 14 out 2001 | Socorro       | LINEAR          | —         | MPC                           |
| 413082     | 2001 TQ102 | 15 out 2001 | Socorro       | LINEAR          | —         | MPC                           |
| 413083     | 2001 TL103 | 14 out 2001 | Socorro       | LINEAR          | —         | MPC                           |
| 413084     | 2001 TJ123 | 12 out 2001 | Haleakala     | NEAT            | —         | MPC                           |
| 413085     | 2001 TE140 | 12 set 2001 | Socorro       | LINEAR          | —         | MPC                           |
| 413086     | 2001 TG166 | 15 out 2001 | Socorro       | LINEAR          | —         | MPC                           |
| 413087     | 2001 TA174 | 14 out 2001 | Socorro       | LINEAR          | —         | MPC                           |
| 413088     | 2001 TE230 | 23 set 2001 | Socorro       | LINEAR          | —         | MPC                           |
| 413089     | 2001 TZ254 | 14 out 2001 | Apache Point  | SDSS            | —         | MPC                           |
| 413090     | 2001 UH11  | 17 out 2001 | Socorro       | LINEAR          | —         | MPC                           |
| 413091     | 2001 UV16  | 23 out 2001 | Palomar       | NEAT            | —         | MPC                           |
| 413092     | 2001 UM18  | 16 out 2001 | Kitt Peak     | Spacewatch      | —         | MPC                           |
| 413093     | 2001 UF31  | 16 out 2001 | Socorro       | LINEAR          | —         | MPC                           |
| 413094     | 2001 UK37  | 17 out 2001 | Socorro       | LINEAR          | —         | MPC                           |
| 413095     | 2001 UC56  | 17 out 2001 | Socorro       | LINEAR          | —         | MPC                           |
| 413096     | 2001 UY60  | 20 set 2001 | Socorro       | LINEAR          | —         | MPC                           |
| 413097     | 2001 UB78  | 20 set 2001 | Socorro       | LINEAR          | —         | MPC                           |
| 413098     | 2001 UW91  | 18 out 2001 | Palomar       | NEAT            | —         | MPC                           |
| 413099     | 2001 UL96  | 17 out 2001 | Socorro       | LINEAR          | —         | MPC                           |
| 413100     | 2001 UE106 | 20 out 2001 | Socorro       | LINEAR          | —         | MPC                           |

## 413101–413200
| Designação | Designação | Descoberta  | Descoberta    | Descobridor(es)      | Categoria | Mais informações / Referência |
| Permanente | Provisória | Data        | Local         | Descobridor(es)      | Categoria | Mais informações / Referência |
| ---------- | ---------- | ----------- | ------------- | -------------------- | --------- | ----------------------------- |
| 413101     | 2001 UC134 | 21 out 2001 | Socorro       | LINEAR               | —         | MPC                           |
| 413102     | 2001 UK134 | 13 out 2001 | Kitt Peak     | Spacewatch           | —         | MPC                           |
| 413103     | 2001 UT142 | 10 out 2001 | Kitt Peak     | Spacewatch           | —         | MPC                           |
| 413104     | 2001 UM162 | 23 out 2001 | Socorro       | LINEAR               | —         | MPC                           |
| 413105     | 2001 UM163 | 23 out 2001 | Socorro       | LINEAR               | —         | MPC                           |
| 413106     | 2001 UV176 | 21 out 2001 | Socorro       | LINEAR               | —         | MPC                           |
| 413107     | 2001 UM196 | 17 out 2001 | Kitt Peak     | Spacewatch           | —         | MPC                           |
| 413108     | 2001 VN4   | 9 nov 2001  | Socorro       | LINEAR               | —         | MPC                           |
| 413109     | 2001 VZ4   | 11 nov 2001 | Socorro       | LINEAR               | —         | MPC                           |
| 413110     | 2001 VZ49  | 10 nov 2001 | Socorro       | LINEAR               | —         | MPC                           |
| 413111     | 2001 VS61  | 10 nov 2001 | Socorro       | LINEAR               | —         | MPC                           |
| 413112     | 2001 VA72  | 12 nov 2001 | Kvistaberg    | UDAS                 | —         | MPC                           |
| 413113     | 2001 VS111 | 12 nov 2001 | Socorro       | LINEAR               | —         | MPC                           |
| 413114     | 2001 VF123 | 14 nov 2001 | Kitt Peak     | Spacewatch           | —         | MPC                           |
| 413115     | 2001 VR133 | 11 nov 2001 | Apache Point  | SDSS                 | —         | MPC                           |
| 413116     | 2001 WK7   | 17 nov 2001 | Socorro       | LINEAR               | —         | MPC                           |
| 413117     | 2001 WZ18  | 17 nov 2001 | Socorro       | LINEAR               | —         | MPC                           |
| 413118     | 2001 WP25  | 17 nov 2001 | Socorro       | LINEAR               | —         | MPC                           |
| 413119     | 2001 WL43  | 18 nov 2001 | Socorro       | LINEAR               | —         | MPC                           |
| 413120     | 2001 WB44  | 18 nov 2001 | Socorro       | LINEAR               | —         | MPC                           |
| 413121     | 2001 WL56  | 26 out 2001 | Socorro       | LINEAR               | —         | MPC                           |
| 413122     | 2001 WB102 | 18 nov 2001 | Kitt Peak     | Spacewatch           | —         | MPC                           |
| 413123     | 2001 XS1   | 9 dez 2001  | Socorro       | LINEAR               | —         | MPC                           |
| 413124     | 2001 XN2   | 8 dez 2001  | Socorro       | LINEAR               | —         | MPC                           |
| 413125     | 2001 XH5   | 5 dez 2001  | Haleakala     | NEAT                 | —         | MPC                           |
| 413126     | 2001 XU88  | 14 dez 2001 | Uccle         | H. Boffin            | —         | MPC                           |
| 413127     | 2001 XN91  | 10 dez 2001 | Socorro       | LINEAR               | —         | MPC                           |
| 413128     | 2001 XL104 | 15 dez 2001 | Socorro       | LINEAR               | —         | MPC                           |
| 413129     | 2001 XY142 | 14 dez 2001 | Socorro       | LINEAR               | —         | MPC                           |
| 413130     | 2001 XQ145 | 14 dez 2001 | Socorro       | LINEAR               | —         | MPC                           |
| 413131     | 2001 XB188 | 14 dez 2001 | Socorro       | LINEAR               | —         | MPC                           |
| 413132     | 2001 XR222 | 17 nov 2001 | Kitt Peak     | Spacewatch           | —         | MPC                           |
| 413133     | 2001 YU1   | 18 dez 2001 | Socorro       | LINEAR               | —         | MPC                           |
| 413134     | 2001 YY20  | 20 nov 2001 | Socorro       | LINEAR               | —         | MPC                           |
| 413135     | 2001 YZ25  | 18 dez 2001 | Socorro       | LINEAR               | —         | MPC                           |
| 413136     | 2001 YJ66  | 18 dez 2001 | Socorro       | LINEAR               | —         | MPC                           |
| 413137     | 2001 YA72  | 18 dez 2001 | Socorro       | LINEAR               | —         | MPC                           |
| 413138     | 2001 YV90  | 17 dez 2001 | Palomar       | NEAT                 | —         | MPC                           |
| 413139     | 2002 AU47  | 9 jan 2002  | Socorro       | LINEAR               | —         | MPC                           |
| 413140     | 2002 AE156 | 12 jan 2002 | Kitt Peak     | Spacewatch           | —         | MPC                           |
| 413141     | 2002 AW199 | 8 jan 2002  | Socorro       | LINEAR               | Xizang    | MPC                           |
| 413142     | 2002 CT87  | 7 fev 2002  | Socorro       | LINEAR               | —         | MPC                           |
| 413143     | 2002 CH89  | 7 fev 2002  | Socorro       | LINEAR               | —         | MPC                           |
| 413144     | 2002 CL89  | 7 fev 2002  | Socorro       | LINEAR               | —         | MPC                           |
| 413145     | 2002 CT142 | 23 dez 2001 | Kitt Peak     | Spacewatch           | —         | MPC                           |
| 413146     | 2002 CP177 | 5 jan 2002  | Kitt Peak     | Spacewatch           | —         | MPC                           |
| 413147     | 2002 CO180 | 10 fev 2002 | Socorro       | LINEAR               | —         | MPC                           |
| 413148     | 2002 CQ249 | 6 fev 2002  | Kitt Peak     | M. W. Buie           | —         | MPC                           |
| 413149     | 2002 CA257 | 5 fev 2002  | Palomar       | NEAT                 | —         | MPC                           |
| 413150     | 2002 ED9   | 15 fev 2002 | Socorro       | LINEAR               | —         | MPC                           |
| 413151     | 2002 ER23  | 5 mar 2002  | Kitt Peak     | Spacewatch           | —         | MPC                           |
| 413152     | 2002 ET67  | 13 mar 2002 | Socorro       | LINEAR               | —         | MPC                           |
| 413153     | 2002 EN113 | 10 mar 2002 | Kitt Peak     | Spacewatch           | —         | MPC                           |
| 413154     | 2002 EA128 | 12 mar 2002 | Palomar       | NEAT                 | —         | MPC                           |
| 413155     | 2002 FC3   | 16 mar 2002 | Socorro       | LINEAR               | —         | MPC                           |
| 413156     | 2002 GS45  | 4 abr 2002  | Kitt Peak     | Spacewatch           | —         | MPC                           |
| 413157     | 2002 GE59  | 8 abr 2002  | Palomar       | NEAT                 | —         | MPC                           |
| 413158     | 2002 GE64  | 8 abr 2002  | Palomar       | NEAT                 | —         | MPC                           |
| 413159     | 2002 GK103 | 10 abr 2002 | Socorro       | LINEAR               | —         | MPC                           |
| 413160     | 2002 GV124 | 12 abr 2002 | Socorro       | LINEAR               | Flora     | MPC                           |
| 413161     | 2002 GB184 | 5 abr 2002  | Palomar       | NEAT                 | —         | MPC                           |
| 413162     | 2002 GW188 | 9 abr 2002  | Palomar       | NEAT                 | —         | MPC                           |
| 413163     | 2002 LB59  | 21 abr 2002 | Kitt Peak     | Spacewatch           | —         | MPC                           |
| 413164     | 2002 NL59  | 13 jul 2002 | Xinglong      | SCAP                 | —         | MPC                           |
| 413165     | 2002 NZ69  | 2 jul 2002  | Palomar       | NEAT                 | —         | MPC                           |
| 413166     | 2002 PY161 | 8 ago 2002  | Palomar       | S. F. Hönig          | —         | MPC                           |
| 413167     | 2002 PX176 | 11 ago 2002 | Palomar       | NEAT                 | —         | MPC                           |
| 413168     | 2002 QA58  | 28 ago 2002 | Palomar       | R. Matson            | —         | MPC                           |
| 413169     | 2002 QL81  | 30 ago 2002 | Palomar       | NEAT                 | —         | MPC                           |
| 413170     | 2002 QN82  | 30 ago 2002 | Palomar       | NEAT                 | —         | MPC                           |
| 413171     | 2002 QP86  | 17 ago 2002 | Palomar       | NEAT                 | —         | MPC                           |
| 413172     | 2002 QJ93  | 30 ago 2002 | Palomar       | NEAT                 | —         | MPC                           |
| 413173     | 2002 QJ95  | 18 ago 2002 | Palomar       | NEAT                 | —         | MPC                           |
| 413174     | 2002 QA96  | 16 ago 2002 | Palomar       | NEAT                 | —         | MPC                           |
| 413175     | 2002 QS96  | 18 ago 2002 | Palomar       | NEAT                 | —         | MPC                           |
| 413176     | 2002 QY103 | 26 ago 2002 | Palomar       | NEAT                 | —         | MPC                           |
| 413177     | 2002 QM112 | 17 ago 2002 | Palomar       | NEAT                 | —         | MPC                           |
| 413178     | 2002 QS116 | 29 ago 2002 | Palomar       | NEAT                 | Mitidika  | MPC                           |
| 413179     | 2002 QR139 | 16 ago 2002 | Palomar       | NEAT                 | —         | MPC                           |
| 413180     | 2002 RH1   | 2 set 2002  | Palomar       | NEAT                 | —         | MPC                           |
| 413181     | 2002 RX73  | 12 ago 2002 | Socorro       | LINEAR               | —         | MPC                           |
| 413182     | 2002 RS235 | 11 set 2002 | Palomar       | M. White, M. Collins | —         | MPC                           |
| 413183     | 2002 RH243 | 10 set 2002 | Palomar       | NEAT                 | —         | MPC                           |
| 413184     | 2002 RR247 | 15 set 2002 | Palomar       | NEAT                 | —         | MPC                           |
| 413185     | 2002 RU250 | 15 set 2002 | Palomar       | NEAT                 | —         | MPC                           |
| 413186     | 2002 RZ250 | 1 set 2002  | Palomar       | NEAT                 | —         | MPC                           |
| 413187     | 2002 RO282 | 3 set 2002  | Palomar       | NEAT                 | —         | MPC                           |
| 413188     | 2002 TC310 | 4 out 2002  | Apache Point  | SDSS                 | —         | MPC                           |
| 413189     | 2002 TK314 | 4 out 2002  | Apache Point  | SDSS                 | —         | MPC                           |
| 413190     | 2002 TE350 | 10 out 2002 | Apache Point  | SDSS                 | —         | MPC                           |
| 413191     | 2002 TO350 | 10 out 2002 | Apache Point  | SDSS                 | —         | MPC                           |
| 413192     | 2002 VY94  | 14 nov 2002 | Palomar       | NEAT                 | —         | MPC                           |
| 413193     | 2002 VL105 | 12 nov 2002 | Socorro       | LINEAR               | —         | MPC                           |
| 413194     | 2002 WA15  | 28 nov 2002 | Anderson Mesa | LONEOS               | —         | MPC                           |
| 413195     | 2002 WJ27  | 24 nov 2002 | Palomar       | NEAT                 | —         | MPC                           |
| 413196     | 2002 XU60  | 5 dez 2002  | Socorro       | LINEAR               | —         | MPC                           |
| 413197     | 2002 XH78  | 11 dez 2002 | Socorro       | LINEAR               | —         | MPC                           |
| 413198     | 2002 XE119 | 10 dez 2002 | Palomar       | NEAT                 | —         | MPC                           |
| 413199     | 2002 YB    | 19 dez 2002 | Haleakala     | NEAT                 | —         | MPC                           |
| 413200     | 2003 AS77  | 10 jan 2003 | Socorro       | LINEAR               | —         | MPC                           |

## 413201–413300
| Designação | Designação | Descoberta  | Descoberta        | Descobridor(es)  | Categoria | Mais informações / Referência |
| Permanente | Provisória | Data        | Local             | Descobridor(es)  | Categoria | Mais informações / Referência |
| ---------- | ---------- | ----------- | ----------------- | ---------------- | --------- | ----------------------------- |
| 413201     | 2003 AB79  | 10 jan 2003 | Kitt Peak         | Spacewatch       | —         | MPC                           |
| 413202     | 2003 AB82  | 11 jan 2003 | Socorro           | LINEAR           | —         | MPC                           |
| 413203     | 2003 AM82  | 13 jan 2003 | Socorro           | LINEAR           | —         | MPC                           |
| 413204     | 2003 BA14  | 11 jan 2003 | Kitt Peak         | Spacewatch       | —         | MPC                           |
| 413205     | 2003 BN54  | 27 jan 2003 | Palomar           | NEAT             | —         | MPC                           |
| 413206     | 2003 BS64  | 30 jan 2003 | Palomar           | NEAT             | —         | MPC                           |
| 413207     | 2003 BW70  | 31 jan 2003 | Kitt Peak         | Spacewatch       | —         | MPC                           |
| 413208     | 2003 BR83  | 31 jan 2003 | Socorro           | LINEAR           | —         | MPC                           |
| 413209     | 2003 FF35  | 23 mar 2003 | Kitt Peak         | Spacewatch       | —         | MPC                           |
| 413210     | 2003 FD93  | 29 mar 2003 | Anderson Mesa     | LONEOS           | —         | MPC                           |
| 413211     | 2003 GD28  | 7 abr 2003  | Socorro           | LINEAR           | —         | MPC                           |
| 413212     | 2003 GX35  | 5 abr 2003  | Anderson Mesa     | LONEOS           | —         | MPC                           |
| 413213     | 2003 GC45  | 8 abr 2003  | Palomar           | NEAT             | —         | MPC                           |
| 413214     | 2003 HY6   | 24 abr 2003 | Kitt Peak         | Spacewatch       | —         | MPC                           |
| 413215     | 2003 JB1   | 1 mai 2003  | Kitt Peak         | Spacewatch       | —         | MPC                           |
| 413216     | 2003 MA    | 16 jun 2003 | Anderson Mesa     | LONEOS           | —         | MPC                           |
| 413217     | 2003 PW3   | 2 ago 2003  | Haleakala         | NEAT             | —         | MPC                           |
| 413218     | 2003 QU41  | 22 ago 2003 | Socorro           | LINEAR           | —         | MPC                           |
| 413219     | 2003 QV72  | 24 ago 2003 | Palomar           | NEAT             | —         | MPC                           |
| 413220     | 2003 QY81  | 23 ago 2003 | Palomar           | NEAT             | —         | MPC                           |
| 413221     | 2003 QM87  | 25 ago 2003 | Palomar           | NEAT             | —         | MPC                           |
| 413222     | 2003 QM95  | 30 ago 2003 | Kitt Peak         | Spacewatch       | Brangane  | MPC                           |
| 413223     | 2003 RT3   | 1 set 2003  | Socorro           | LINEAR           | —         | MPC                           |
| 413224     | 2003 RF9   | 21 ago 2003 | Campo Imperatore  | CINEOS           | —         | MPC                           |
| 413225     | 2003 RD10  | 2 ago 2003  | Bergisch Gladbach | W. Bickel        | Brangane  | MPC                           |
| 413226     | 2003 RC24  | 15 set 2003 | Anderson Mesa     | LONEOS           | —         | MPC                           |
| 413227     | 2003 SP22  | 16 set 2003 | Kitt Peak         | Spacewatch       | —         | MPC                           |
| 413228     | 2003 SM25  | 17 set 2003 | Kitt Peak         | Spacewatch       | —         | MPC                           |
| 413229     | 2003 SE63  | 17 set 2003 | Kitt Peak         | Spacewatch       | —         | MPC                           |
| 413230     | 2003 SB76  | 18 set 2003 | Kitt Peak         | Spacewatch       | —         | MPC                           |
| 413231     | 2003 SS89  | 18 set 2003 | Palomar           | NEAT             | Brangane  | MPC                           |
| 413232     | 2003 SX118 | 16 set 2003 | Kitt Peak         | Spacewatch       | —         | MPC                           |
| 413233     | 2003 SB129 | 20 set 2003 | Piszkéstető       | Piszkéstető Stn. | —         | MPC                           |
| 413234     | 2003 SF136 | 19 set 2003 | Campo Imperatore  | CINEOS           | —         | MPC                           |
| 413235     | 2003 SW149 | 17 set 2003 | Socorro           | LINEAR           | —         | MPC                           |
| 413236     | 2003 SQ154 | 19 set 2003 | Anderson Mesa     | LONEOS           | —         | MPC                           |
| 413237     | 2003 SQ160 | 22 set 2003 | Kitt Peak         | Spacewatch       | —         | MPC                           |
| 413238     | 2003 SM176 | 18 set 2003 | Palomar           | NEAT             | —         | MPC                           |
| 413239     | 2003 SA200 | 21 set 2003 | Anderson Mesa     | LONEOS           | —         | MPC                           |
| 413240     | 2003 SE204 | 22 set 2003 | Kitt Peak         | Spacewatch       | —         | MPC                           |
| 413241     | 2003 SD210 | 26 set 2003 | Socorro           | LINEAR           | Eunomia   | MPC                           |
| 413242     | 2003 SU213 | 26 set 2003 | Desert Eagle      | W. K. Y. Yeung   | —         | MPC                           |
| 413243     | 2003 SC215 | 26 set 2003 | Prescott          | P. G. Comba      | —         | MPC                           |
| 413244     | 2003 SE218 | 27 set 2003 | Kitt Peak         | Spacewatch       | —         | MPC                           |
| 413245     | 2003 SA219 | 19 set 2003 | Palomar           | NEAT             | —         | MPC                           |
| 413246     | 2003 SO268 | 29 set 2003 | Kitt Peak         | Spacewatch       | —         | MPC                           |
| 413247     | 2003 SY273 | 28 set 2003 | Socorro           | LINEAR           | —         | MPC                           |
| 413248     | 2003 SX299 | 16 set 2003 | Kitt Peak         | Spacewatch       | —         | MPC                           |
| 413249     | 2003 SS311 | 29 set 2003 | Socorro           | LINEAR           | —         | MPC                           |
| 413250     | 2003 SW318 | 19 set 2003 | Kitt Peak         | Spacewatch       | —         | MPC                           |
| 413251     | 2003 SJ319 | 21 set 2003 | Kitt Peak         | Spacewatch       | —         | MPC                           |
| 413252     | 2003 SM322 | 29 set 2003 | Anderson Mesa     | LONEOS           | —         | MPC                           |
| 413253     | 2003 SU325 | 18 set 2003 | Kitt Peak         | Spacewatch       | —         | MPC                           |
| 413254     | 2003 SM328 | 21 set 2003 | Anderson Mesa     | LONEOS           | —         | MPC                           |
| 413255     | 2003 SJ393 | 18 set 2003 | Campo Imperatore  | CINEOS           | —         | MPC                           |
| 413256     | 2003 SL400 | 26 set 2003 | Apache Point      | SDSS             | —         | MPC                           |
| 413257     | 2003 SH428 | 17 set 2003 | Kitt Peak         | Spacewatch       | —         | MPC                           |
| 413258     | 2003 SR431 | 16 set 2003 | Kitt Peak         | Spacewatch       | —         | MPC                           |
| 413259     | 2003 SO433 | 30 set 2003 | Kitt Peak         | Spacewatch       | —         | MPC                           |
| 413260     | 2003 TL4   | 13 out 2003 | Socorro           | LINEAR           | —         | MPC                           |
| 413261     | 2003 TJ17  | 15 out 2003 | Anderson Mesa     | LONEOS           | —         | MPC                           |
| 413262     | 2003 TS21  | 1 out 2003  | Anderson Mesa     | LONEOS           | Mitidika  | MPC                           |
| 413263     | 2003 TM24  | 22 set 2003 | Anderson Mesa     | LONEOS           | —         | MPC                           |
| 413264     | 2003 TY34  | 1 out 2003  | Kitt Peak         | Spacewatch       | —         | MPC                           |
| 413265     | 2003 TK36  | 1 out 2003  | Kitt Peak         | Spacewatch       | Brangane  | MPC                           |
| 413266     | 2003 TS41  | 2 out 2003  | Kitt Peak         | Spacewatch       | —         | MPC                           |
| 413267     | 2003 TA45  | 3 out 2003  | Kitt Peak         | Spacewatch       | —         | MPC                           |
| 413268     | 2003 TY47  | 19 set 2003 | Kitt Peak         | Spacewatch       | Brangane  | MPC                           |
| 413269     | 2003 TF54  | 5 out 2003  | Kitt Peak         | Spacewatch       | —         | MPC                           |
| 413270     | 2003 UR3   | 16 out 2003 | Kitt Peak         | Spacewatch       | —         | MPC                           |
| 413271     | 2003 UK15  | 16 out 2003 | Kitt Peak         | Spacewatch       | —         | MPC                           |
| 413272     | 2003 UY18  | 20 out 2003 | Socorro           | LINEAR           | —         | MPC                           |
| 413273     | 2003 UM36  | 16 out 2003 | Palomar           | NEAT             | —         | MPC                           |
| 413274     | 2003 UY47  | 16 out 2003 | Kitt Peak         | Spacewatch       | —         | MPC                           |
| 413275     | 2003 UU57  | 16 out 2003 | Kitt Peak         | Spacewatch       | Brangane  | MPC                           |
| 413276     | 2003 UV57  | 2 out 2003  | Kitt Peak         | Spacewatch       | —         | MPC                           |
| 413277     | 2003 UP58  | 16 out 2003 | Kitt Peak         | Spacewatch       | —         | MPC                           |
| 413278     | 2003 UM65  | 16 out 2003 | Palomar           | NEAT             | —         | MPC                           |
| 413279     | 2003 UG70  | 18 out 2003 | Kitt Peak         | Spacewatch       | —         | MPC                           |
| 413280     | 2003 UX78  | 18 out 2003 | Kitt Peak         | Spacewatch       | —         | MPC                           |
| 413281     | 2003 UL80  | 28 set 2003 | Kitt Peak         | Spacewatch       | —         | MPC                           |
| 413282     | 2003 UO89  | 20 out 2003 | Kitt Peak         | Spacewatch       | —         | MPC                           |
| 413283     | 2003 UX108 | 19 out 2003 | Kitt Peak         | Spacewatch       | —         | MPC                           |
| 413284     | 2003 UG110 | 19 out 2003 | Kitt Peak         | Spacewatch       | —         | MPC                           |
| 413285     | 2003 UB113 | 15 out 2003 | Anderson Mesa     | LONEOS           | —         | MPC                           |
| 413286     | 2003 UN115 | 2 out 2003  | Kitt Peak         | Spacewatch       | —         | MPC                           |
| 413287     | 2003 UE128 | 21 out 2003 | Kitt Peak         | Spacewatch       | —         | MPC                           |
| 413288     | 2003 UL132 | 19 out 2003 | Palomar           | NEAT             | —         | MPC                           |
| 413289     | 2003 US155 | 20 out 2003 | Kitt Peak         | Spacewatch       | —         | MPC                           |
| 413290     | 2003 UX161 | 21 out 2003 | Socorro           | LINEAR           | —         | MPC                           |
| 413291     | 2003 UO164 | 28 set 2003 | Socorro           | LINEAR           | Brangane  | MPC                           |
| 413292     | 2003 UT170 | 19 out 2003 | Kitt Peak         | Spacewatch       | —         | MPC                           |
| 413293     | 2003 UR176 | 21 out 2003 | Anderson Mesa     | LONEOS           | Mitidika  | MPC                           |
| 413294     | 2003 UJ177 | 21 out 2003 | Palomar           | NEAT             | Juno      | MPC                           |
| 413295     | 2003 UN178 | 21 out 2003 | Palomar           | NEAT             | —         | MPC                           |
| 413296     | 2003 UZ178 | 21 out 2003 | Palomar           | NEAT             | —         | MPC                           |
| 413297     | 2003 UL184 | 3 out 2003  | Kitt Peak         | Spacewatch       | —         | MPC                           |
| 413298     | 2003 UE195 | 20 out 2003 | Kitt Peak         | Spacewatch       | —         | MPC                           |
| 413299     | 2003 UV205 | 22 out 2003 | Socorro           | LINEAR           | —         | MPC                           |
| 413300     | 2003 UV206 | 22 out 2003 | Socorro           | LINEAR           | —         | MPC                           |

## 413301–413400
| Designação | Designação | Descoberta  | Descoberta       | Descobridor(es)         | Categoria | Mais informações / Referência |
| Permanente | Provisória | Data        | Local            | Descobridor(es)         | Categoria | Mais informações / Referência |
| ---------- | ---------- | ----------- | ---------------- | ----------------------- | --------- | ----------------------------- |
| 413301     | 2003 UJ219 | 21 out 2003 | Kitt Peak        | Spacewatch              | —         | MPC                           |
| 413302     | 2003 UW222 | 22 out 2003 | Socorro          | LINEAR                  | —         | MPC                           |
| 413303     | 2003 UC223 | 6 out 2003  | Socorro          | LINEAR                  | —         | MPC                           |
| 413304     | 2003 UR229 | 3 out 2003  | Kitt Peak        | Spacewatch              | —         | MPC                           |
| 413305     | 2003 UE230 | 23 out 2003 | Anderson Mesa    | LONEOS                  | —         | MPC                           |
| 413306     | 2003 UQ233 | 24 out 2003 | Socorro          | LINEAR                  | —         | MPC                           |
| 413307     | 2003 UF249 | 25 out 2003 | Socorro          | LINEAR                  | —         | MPC                           |
| 413308     | 2003 UA264 | 28 set 2003 | Kitt Peak        | Spacewatch              | —         | MPC                           |
| 413309     | 2003 UG276 | 29 out 2003 | Catalina         | CSS                     | —         | MPC                           |
| 413310     | 2003 UL291 | 19 out 2003 | Kitt Peak        | Spacewatch              | Mitidika  | MPC                           |
| 413311     | 2003 UM299 | 16 out 2003 | Kitt Peak        | Spacewatch              | —         | MPC                           |
| 413312     | 2003 UU300 | 30 set 2003 | Kitt Peak        | Spacewatch              | —         | MPC                           |
| 413313     | 2003 UX307 | 18 out 2003 | Kitt Peak        | Spacewatch              | Brangane  | MPC                           |
| 413314     | 2003 UF317 | 18 out 2003 | Apache Point     | SDSS                    | —         | MPC                           |
| 413315     | 2003 UL350 | 19 out 2003 | Apache Point     | SDSS                    | —         | MPC                           |
| 413316     | 2003 UV375 | 22 out 2003 | Apache Point     | SDSS                    | —         | MPC                           |
| 413317     | 2003 UB376 | 22 out 2003 | Apache Point     | SDSS                    | —         | MPC                           |
| 413318     | 2003 UB378 | 22 out 2003 | Apache Point     | SDSS                    | —         | MPC                           |
| 413319     | 2003 UE380 | 22 out 2003 | Apache Point     | SDSS                    | —         | MPC                           |
| 413320     | 2003 UJ389 | 22 out 2003 | Kitt Peak        | M. W. Buie              | —         | MPC                           |
| 413321     | 2003 WK2   | 20 out 2003 | Kitt Peak        | Spacewatch              | —         | MPC                           |
| 413322     | 2003 WD4   | 24 out 2003 | Socorro          | LINEAR                  | —         | MPC                           |
| 413323     | 2003 WL15  | 16 nov 2003 | Kitt Peak        | Spacewatch              | —         | MPC                           |
| 413324     | 2003 WZ28  | 18 nov 2003 | Kitt Peak        | Spacewatch              | —         | MPC                           |
| 413325     | 2003 WL55  | 20 nov 2003 | Socorro          | LINEAR                  | —         | MPC                           |
| 413326     | 2003 WB62  | 19 nov 2003 | Kitt Peak        | Spacewatch              | —         | MPC                           |
| 413327     | 2003 WK67  | 19 nov 2003 | Kitt Peak        | Spacewatch              | —         | MPC                           |
| 413328     | 2003 WV86  | 21 nov 2003 | Socorro          | LINEAR                  | —         | MPC                           |
| 413329     | 2003 WT96  | 19 nov 2003 | Anderson Mesa    | LONEOS                  | —         | MPC                           |
| 413330     | 2003 WN108 | 20 nov 2003 | Kitt Peak        | Spacewatch              | —         | MPC                           |
| 413331     | 2003 WA113 | 20 nov 2003 | Socorro          | LINEAR                  | —         | MPC                           |
| 413332     | 2003 WD113 | 20 nov 2003 | Socorro          | LINEAR                  | —         | MPC                           |
| 413333     | 2003 WN113 | 20 nov 2003 | Socorro          | LINEAR                  | —         | MPC                           |
| 413334     | 2003 WV124 | 20 nov 2003 | Socorro          | LINEAR                  | —         | MPC                           |
| 413335     | 2003 WJ134 | 21 nov 2003 | Socorro          | LINEAR                  | —         | MPC                           |
| 413336     | 2003 WR137 | 21 nov 2003 | Socorro          | LINEAR                  | —         | MPC                           |
| 413337     | 2003 WG149 | 24 nov 2003 | Socorro          | LINEAR                  | —         | MPC                           |
| 413338     | 2003 WQ158 | 28 nov 2003 | Kitt Peak        | Spacewatch              | —         | MPC                           |
| 413339     | 2003 WY160 | 30 nov 2003 | Kitt Peak        | Spacewatch              | —         | MPC                           |
| 413340     | 2003 WB162 | 30 nov 2003 | Kitt Peak        | Spacewatch              | —         | MPC                           |
| 413341     | 2003 WM180 | 20 nov 2003 | Kitt Peak        | M. W. Buie              | —         | MPC                           |
| 413342     | 2003 WM183 | 23 nov 2003 | Kitt Peak        | M. W. Buie              | —         | MPC                           |
| 413343     | 2003 XA    | 3 dez 2003  | Anderson Mesa    | LONEOS                  | —         | MPC                           |
| 413344     | 2003 XM1   | 1 dez 2003  | Kitt Peak        | Spacewatch              | —         | MPC                           |
| 413345     | 2003 XN8   | 4 dez 2003  | Socorro          | LINEAR                  | —         | MPC                           |
| 413346     | 2003 XB21  | 14 dez 2003 | Kitt Peak        | Spacewatch              | —         | MPC                           |
| 413347     | 2003 XU23  | 19 nov 2003 | Kitt Peak        | Spacewatch              | —         | MPC                           |
| 413348     | 2003 XZ35  | 3 dez 2003  | Socorro          | LINEAR                  | —         | MPC                           |
| 413349     | 2003 YJ10  | 17 dez 2003 | Socorro          | LINEAR                  | —         | MPC                           |
| 413350     | 2003 YZ20  | 17 dez 2003 | Kitt Peak        | Spacewatch              | —         | MPC                           |
| 413351     | 2003 YW45  | 17 dez 2003 | Socorro          | LINEAR                  | —         | MPC                           |
| 413352     | 2003 YQ47  | 18 dez 2003 | Socorro          | LINEAR                  | —         | MPC                           |
| 413353     | 2003 YE52  | 18 dez 2003 | Socorro          | LINEAR                  | —         | MPC                           |
| 413354     | 2003 YP54  | 19 dez 2003 | Socorro          | LINEAR                  | —         | MPC                           |
| 413355     | 2003 YD67  | 19 nov 2003 | Kitt Peak        | Spacewatch              | Mitidika  | MPC                           |
| 413356     | 2003 YY67  | 19 dez 2003 | Kitt Peak        | Spacewatch              | —         | MPC                           |
| 413357     | 2003 YY77  | 18 dez 2003 | Socorro          | LINEAR                  | —         | MPC                           |
| 413358     | 2003 YP103 | 21 dez 2003 | Socorro          | LINEAR                  | —         | MPC                           |
| 413359     | 2003 YB126 | 27 dez 2003 | Socorro          | LINEAR                  | —         | MPC                           |
| 413360     | 2003 YN148 | 29 dez 2003 | Socorro          | LINEAR                  | —         | MPC                           |
| 413361     | 2004 BG    | 16 jan 2004 | Palomar          | NEAT                    | —         | MPC                           |
| 413362     | 2004 BX20  | 16 jan 2004 | Kitt Peak        | Spacewatch              | —         | MPC                           |
| 413363     | 2004 BK26  | 16 jan 2004 | Kitt Peak        | Spacewatch              | Brangane  | MPC                           |
| 413364     | 2004 BB35  | 19 jan 2004 | Kitt Peak        | Spacewatch              | Mitidika  | MPC                           |
| 413365     | 2004 BM69  | 27 jan 2004 | Goodricke-Pigott | R. A. Tucker            | —         | MPC                           |
| 413366     | 2004 BL94  | 28 jan 2004 | Socorro          | LINEAR                  | —         | MPC                           |
| 413367     | 2004 BG140 | 18 dez 2003 | Kitt Peak        | Spacewatch              | —         | MPC                           |
| 413368     | 2004 CD128 | 13 fev 2004 | Kitt Peak        | Spacewatch              | —         | MPC                           |
| 413369     | 2004 FV135 | 27 mar 2004 | Socorro          | LINEAR                  | Phocaea   | MPC                           |
| 413370     | 2004 GZ9   | 13 abr 2004 | Mount Graham     | W. H. Ryan, Q. Jamieson | —         | MPC                           |
| 413371     | 2004 GN39  | 15 abr 2004 | Siding Spring    | SSS                     | Phocaea   | MPC                           |
| 413372     | 2004 GQ39  | 15 abr 2004 | Siding Spring    | SSS                     | —         | MPC                           |
| 413373     | 2004 GQ52  | 13 abr 2004 | Kitt Peak        | Spacewatch              | —         | MPC                           |
| 413374     | 2004 GH78  | 9 abr 2004  | Siding Spring    | SSS                     | —         | MPC                           |
| 413375     | 2004 HA3   | 16 abr 2004 | Socorro          | LINEAR                  | —         | MPC                           |
| 413376     | 2004 HT10  | 17 abr 2004 | Socorro          | LINEAR                  | —         | MPC                           |
| 413377     | 2004 HE22  | 23 mar 2004 | Kitt Peak        | Spacewatch              | Phocaea   | MPC                           |
| 413378     | 2004 HY45  | 21 abr 2004 | Socorro          | LINEAR                  | —         | MPC                           |
| 413379     | 2004 HD67  | 21 abr 2004 | Socorro          | LINEAR                  | —         | MPC                           |
| 413380     | 2004 JB3   | 9 mai 2004  | Palomar          | NEAT                    | —         | MPC                           |
| 413381     | 2004 JD36  | 15 mai 2004 | Socorro          | LINEAR                  | —         | MPC                           |
| 413382     | 2004 JR45  | 15 mai 2004 | Socorro          | LINEAR                  | —         | MPC                           |
| 413383     | 2004 NS27  | 11 jul 2004 | Socorro          | LINEAR                  | —         | MPC                           |
| 413384     | 2004 PN41  | 7 ago 2004  | Palomar          | NEAT                    | —         | MPC                           |
| 413385     | 2004 PM65  | 10 ago 2004 | Socorro          | LINEAR                  | —         | MPC                           |
| 413386     | 2004 PL111 | 15 ago 2004 | Cerro Tololo     | M. W. Buie              | —         | MPC                           |
| 413387     | 2004 QS18  | 21 ago 2004 | Catalina         | CSS                     | —         | MPC                           |
| 413388     | 2004 RX49  | 8 set 2004  | Socorro          | LINEAR                  | —         | MPC                           |
| 413389     | 2004 RH83  | 9 set 2004  | Socorro          | LINEAR                  | —         | MPC                           |
| 413390     | 2004 RG96  | 8 set 2004  | Socorro          | LINEAR                  | —         | MPC                           |
| 413391     | 2004 RZ152 | 10 set 2004 | Socorro          | LINEAR                  | —         | MPC                           |
| 413392     | 2004 RA156 | 10 set 2004 | Socorro          | LINEAR                  | —         | MPC                           |
| 413393     | 2004 RB164 | 10 set 2004 | Kitt Peak        | Spacewatch              | —         | MPC                           |
| 413394     | 2004 RX173 | 21 ago 2004 | Catalina         | CSS                     | —         | MPC                           |
| 413395     | 2004 RV206 | 11 set 2004 | Socorro          | LINEAR                  | —         | MPC                           |
| 413396     | 2004 RS256 | 9 set 2004  | Socorro          | LINEAR                  | —         | MPC                           |
| 413397     | 2004 RC258 | 10 set 2004 | Socorro          | LINEAR                  | —         | MPC                           |
| 413398     | 2004 RA318 | 12 set 2004 | Kitt Peak        | Spacewatch              | —         | MPC                           |
| 413399     | 2004 RB325 | 13 set 2004 | Socorro          | LINEAR                  | —         | MPC                           |
| 413400     | 2004 RV343 | 13 set 2004 | Palomar          | NEAT                    | —         | MPC                           |

## 413401–413500
| Designação | Designação | Descoberta  | Descoberta       | Descobridor(es)     | Categoria | Mais informações / Referência |
| Permanente | Provisória | Data        | Local            | Descobridor(es)     | Categoria | Mais informações / Referência |
| ---------- | ---------- | ----------- | ---------------- | ------------------- | --------- | ----------------------------- |
| 413401     | 2004 RW346 | 13 set 2004 | Socorro          | LINEAR              | —         | MPC                           |
| 413402     | 2004 SM3   | 13 set 2004 | Anderson Mesa    | LONEOS              | —         | MPC                           |
| 413403     | 2004 TT2   | 4 out 2004  | Kitt Peak        | Spacewatch          | —         | MPC                           |
| 413404     | 2004 TZ32  | 4 out 2004  | Kitt Peak        | Spacewatch          | —         | MPC                           |
| 413405     | 2004 TC53  | 4 out 2004  | Kitt Peak        | Spacewatch          | —         | MPC                           |
| 413406     | 2004 TU81  | 5 out 2004  | Kitt Peak        | Spacewatch          | —         | MPC                           |
| 413407     | 2004 TK94  | 7 set 2004  | Kitt Peak        | Spacewatch          | —         | MPC                           |
| 413408     | 2004 TP139 | 9 out 2004  | Anderson Mesa    | LONEOS              | —         | MPC                           |
| 413409     | 2004 TX149 | 6 out 2004  | Kitt Peak        | Spacewatch          | —         | MPC                           |
| 413410     | 2004 TR152 | 6 out 2004  | Kitt Peak        | Spacewatch          | —         | MPC                           |
| 413411     | 2004 TR175 | 9 out 2004  | Socorro          | LINEAR              | —         | MPC                           |
| 413412     | 2004 TG177 | 4 out 2004  | Kitt Peak        | Spacewatch          | —         | MPC                           |
| 413413     | 2004 TW187 | 10 set 2004 | Kitt Peak        | Spacewatch          | Brangane  | MPC                           |
| 413414     | 2004 TT192 | 7 out 2004  | Kitt Peak        | Spacewatch          | —         | MPC                           |
| 413415     | 2004 TD212 | 8 out 2004  | Kitt Peak        | Spacewatch          | —         | MPC                           |
| 413416     | 2004 TL219 | 5 out 2004  | Kitt Peak        | Spacewatch          | —         | MPC                           |
| 413417     | 2004 TH235 | 8 out 2004  | Socorro          | LINEAR              | —         | MPC                           |
| 413418     | 2004 TA244 | 6 out 2004  | Kitt Peak        | Spacewatch          | —         | MPC                           |
| 413419     | 2004 TB253 | 9 out 2004  | Kitt Peak        | Spacewatch          | —         | MPC                           |
| 413420     | 2004 TC342 | 9 out 2004  | Kitt Peak        | Spacewatch          | —         | MPC                           |
| 413421     | 2004 VA15  | 5 nov 2004  | Anderson Mesa    | LONEOS              | —         | MPC                           |
| 413422     | 2004 VF40  | 4 nov 2004  | Kitt Peak        | Spacewatch          | —         | MPC                           |
| 413423     | 2004 VW45  | 4 nov 2004  | Kitt Peak        | Spacewatch          | —         | MPC                           |
| 413424     | 2004 WL    | 4 nov 2004  | Catalina         | CSS                 | —         | MPC                           |
| 413425     | 2004 XC20  | 8 dez 2004  | Socorro          | LINEAR              | —         | MPC                           |
| 413426     | 2004 XT49  | 4 nov 2004  | Kitt Peak        | Spacewatch          | —         | MPC                           |
| 413427     | 2004 XB81  | 10 dez 2004 | Socorro          | LINEAR              | —         | MPC                           |
| 413428     | 2004 XH146 | 14 dez 2004 | Socorro          | LINEAR              | —         | MPC                           |
| 413429     | 2004 XN147 | 12 dez 2004 | Socorro          | LINEAR              | —         | MPC                           |
| 413430     | 2004 XT160 | 14 dez 2004 | Kitt Peak        | Spacewatch          | —         | MPC                           |
| 413431     | 2004 YB19  | 18 dez 2004 | Mount Lemmon     | Mount Lemmon Survey | Ursula    | MPC                           |
| 413432     | 2004 YL19  | 18 dez 2004 | Mount Lemmon     | Mount Lemmon Survey | —         | MPC                           |
| 413433     | 2004 YB22  | 18 dez 2004 | Mount Lemmon     | Mount Lemmon Survey | —         | MPC                           |
| 413434     | 2005 AB14  | 7 jan 2005  | Catalina         | CSS                 | —         | MPC                           |
| 413435     | 2005 AW34  | 13 jan 2005 | Socorro          | LINEAR              | —         | MPC                           |
| 413436     | 2005 AB68  | 6 jan 2005  | Catalina         | CSS                 | —         | MPC                           |
| 413437     | 2005 AP69  | 15 jan 2005 | Kitt Peak        | Spacewatch          | —         | MPC                           |
| 413438     | 2005 BN    | 16 jan 2005 | Desert Eagle     | W. K. Y. Yeung      | —         | MPC                           |
| 413439     | 2005 BH7   | 16 jan 2005 | Socorro          | LINEAR              | —         | MPC                           |
| 413440     | 2005 BG16  | 15 dez 2004 | Kitt Peak        | Spacewatch          | —         | MPC                           |
| 413441     | 2005 BT24  | 17 jan 2005 | Socorro          | LINEAR              | —         | MPC                           |
| 413442     | 2005 CJ22  | 1 fev 2005  | Palomar          | NEAT                | —         | MPC                           |
| 413443     | 2005 CX26  | 1 fev 2005  | Kitt Peak        | Spacewatch          | —         | MPC                           |
| 413444     | 2005 CC32  | 1 fev 2005  | Kitt Peak        | Spacewatch          | —         | MPC                           |
| 413445     | 2005 CK44  | 2 fev 2005  | Kitt Peak        | Spacewatch          | —         | MPC                           |
| 413446     | 2005 CP44  | 2 fev 2005  | Kitt Peak        | Spacewatch          | —         | MPC                           |
| 413447     | 2005 CA50  | 19 jan 2005 | Kitt Peak        | Spacewatch          | —         | MPC                           |
| 413448     | 2005 CD55  | 4 fev 2005  | Mount Lemmon     | Mount Lemmon Survey | —         | MPC                           |
| 413449     | 2005 CS64  | 13 jan 2005 | Kitt Peak        | Spacewatch          | —         | MPC                           |
| 413450     | 2005 EO6   | 1 mar 2005  | Kitt Peak        | Spacewatch          | —         | MPC                           |
| 413451     | 2005 EW27  | 3 mar 2005  | Socorro          | LINEAR              | —         | MPC                           |
| 413452     | 2005 EE34  | 3 mar 2005  | Catalina         | CSS                 | —         | MPC                           |
| 413453     | 2005 EZ65  | 4 mar 2005  | Mount Lemmon     | Mount Lemmon Survey | —         | MPC                           |
| 413454     | 2005 EF117 | 4 mar 2005  | Mount Lemmon     | Mount Lemmon Survey | —         | MPC                           |
| 413455     | 2005 EY146 | 10 mar 2005 | Mount Lemmon     | Mount Lemmon Survey | —         | MPC                           |
| 413456     | 2005 ER151 | 10 mar 2005 | Kitt Peak        | Spacewatch          | —         | MPC                           |
| 413457     | 2005 EN153 | 8 mar 2005  | Catalina         | CSS                 | —         | MPC                           |
| 413458     | 2005 EN161 | 9 mar 2005  | Mount Lemmon     | Mount Lemmon Survey | —         | MPC                           |
| 413459     | 2005 EH169 | 11 mar 2005 | Catalina         | CSS                 | —         | MPC                           |
| 413460     | 2005 EB190 | 11 mar 2005 | Mount Lemmon     | Mount Lemmon Survey | —         | MPC                           |
| 413461     | 2005 EX201 | 8 mar 2005  | Catalina         | CSS                 | —         | MPC                           |
| 413462     | 2005 ER212 | 4 mar 2005  | Socorro          | LINEAR              | —         | MPC                           |
| 413463     | 2005 EX256 | 29 dez 2000 | Kitt Peak        | Spacewatch          | —         | MPC                           |
| 413464     | 2005 EL260 | 11 mar 2005 | Kitt Peak        | Spacewatch          | —         | MPC                           |
| 413465     | 2005 EH299 | 9 fev 2005  | Kitt Peak        | Spacewatch          | —         | MPC                           |
| 413466     | 2005 EA313 | 10 mar 2005 | Kitt Peak        | M. W. Buie          | —         | MPC                           |
| 413467     | 2005 GL31  | 4 abr 2005  | Catalina         | CSS                 | —         | MPC                           |
| 413468     | 2005 GY41  | 8 mar 2005  | Mount Lemmon     | Mount Lemmon Survey | —         | MPC                           |
| 413469     | 2005 GN75  | 5 abr 2005  | Mount Lemmon     | Mount Lemmon Survey | Juno      | MPC                           |
| 413470     | 2005 GM110 | 27 fev 2001 | Kitt Peak        | Spacewatch          | —         | MPC                           |
| 413471     | 2005 GZ115 | 1 abr 2005  | Kitt Peak        | Spacewatch          | —         | MPC                           |
| 413472     | 2005 GZ117 | 1 abr 2005  | Kitt Peak        | Spacewatch          | —         | MPC                           |
| 413473     | 2005 GZ125 | 16 mar 2005 | Mount Lemmon     | Mount Lemmon Survey | —         | MPC                           |
| 413474     | 2005 GW150 | 11 abr 2005 | Kitt Peak        | Spacewatch          | —         | MPC                           |
| 413475     | 2005 GP161 | 13 abr 2005 | Catalina         | CSS                 | —         | MPC                           |
| 413476     | 2005 GS180 | 12 abr 2005 | Kitt Peak        | Spacewatch          | Mitidika  | MPC                           |
| 413477     | 2005 GR182 | 1 abr 2005  | Kitt Peak        | Spacewatch          | —         | MPC                           |
| 413478     | 2005 JL2   | 3 mai 2005  | Kitt Peak        | Spacewatch          | —         | MPC                           |
| 413479     | 2005 JO22  | 7 mai 2005  | Mount Lemmon     | Mount Lemmon Survey | —         | MPC                           |
| 413480     | 2005 JO28  | 3 mai 2005  | Kitt Peak        | Spacewatch          | —         | MPC                           |
| 413481     | 2005 JH84  | 18 mar 2005 | Socorro          | LINEAR              | Juno      | MPC                           |
| 413482     | 2005 JU145 | 12 mai 2005 | Catalina         | CSS                 | —         | MPC                           |
| 413483     | 2005 JB152 | 4 mai 2005  | Mount Lemmon     | Mount Lemmon Survey | —         | MPC                           |
| 413484     | 2005 LQ28  | 9 jun 2005  | Kitt Peak        | Spacewatch          | —         | MPC                           |
| 413485     | 2005 ME30  | 29 jun 2005 | Kitt Peak        | Spacewatch          | Juno      | MPC                           |
| 413486     | 2005 MW38  | 30 jun 2005 | Kitt Peak        | Spacewatch          | —         | MPC                           |
| 413487     | 2005 NG5   | 3 jul 2005  | Mount Lemmon     | Mount Lemmon Survey | —         | MPC                           |
| 413488     | 2005 NU35  | 13 jun 2005 | Kitt Peak        | Spacewatch          | —         | MPC                           |
| 413489     | 2005 NO40  | 3 jul 2005  | Mount Lemmon     | Mount Lemmon Survey | —         | MPC                           |
| 413490     | 2005 NR67  | 3 jul 2005  | Mount Lemmon     | Mount Lemmon Survey | Juno      | MPC                           |
| 413491     | 2005 NK70  | 4 jul 2005  | Palomar          | NEAT                | Phocaea   | MPC                           |
| 413492     | 2005 OZ17  | 30 jul 2005 | Palomar          | NEAT                | —         | MPC                           |
| 413493     | 2005 OA22  | 29 jul 2005 | Palomar          | NEAT                | —         | MPC                           |
| 413494     | 2005 PU11  | 4 ago 2005  | Palomar          | NEAT                | —         | MPC                           |
| 413495     | 2005 QZ3   | 24 ago 2005 | Palomar          | NEAT                | —         | MPC                           |
| 413496     | 2005 QQ5   | 6 ago 2005  | Socorro          | LINEAR              | —         | MPC                           |
| 413497     | 2005 QZ5   | 24 ago 2005 | Palomar          | NEAT                | —         | MPC                           |
| 413498     | 2005 QZ15  | 25 ago 2005 | Palomar          | NEAT                | —         | MPC                           |
| 413499     | 2005 QR35  | 25 ago 2005 | Palomar          | NEAT                | —         | MPC                           |
| 413500     | 2005 QS38  | 25 ago 2005 | Campo Imperatore | CINEOS              | —         | MPC                           |

## 413501–413600
| Designação | Designação | Descoberta  | Descoberta       | Descobridor(es)        | Categoria | Mais informações / Referência |
| Permanente | Provisória | Data        | Local            | Descobridor(es)        | Categoria | Mais informações / Referência |
| ---------- | ---------- | ----------- | ---------------- | ---------------------- | --------- | ----------------------------- |
| 413501     | 2005 QU64  | 26 ago 2005 | Palomar          | NEAT                   | —         | MPC                           |
| 413502     | 2005 QY72  | 29 ago 2005 | Kitt Peak        | Spacewatch             | Phocaea   | MPC                           |
| 413503     | 2005 QM84  | 30 ago 2005 | Campo Imperatore | CINEOS                 | —         | MPC                           |
| 413504     | 2005 QC126 | 28 ago 2005 | Kitt Peak        | Spacewatch             | —         | MPC                           |
| 413505     | 2005 QB128 | 28 ago 2005 | Kitt Peak        | Spacewatch             | —         | MPC                           |
| 413506     | 2005 QB129 | 28 ago 2005 | Kitt Peak        | Spacewatch             | —         | MPC                           |
| 413507     | 2005 QD130 | 28 ago 2005 | Kitt Peak        | Spacewatch             | —         | MPC                           |
| 413508     | 2005 QF132 | 28 ago 2005 | Kitt Peak        | Spacewatch             | —         | MPC                           |
| 413509     | 2005 QB175 | 31 ago 2005 | Kitt Peak        | Spacewatch             | —         | MPC                           |
| 413510     | 2005 RP9   | 29 ago 2005 | Kitt Peak        | Spacewatch             | —         | MPC                           |
| 413511     | 2005 RS24  | 11 set 2005 | Socorro          | LINEAR                 | —         | MPC                           |
| 413512     | 2005 RT44  | 2 set 2005  | Palomar          | NEAT                   | —         | MPC                           |
| 413513     | 2005 RR47  | 13 set 2005 | Apache Point     | A. C. Becker           | —         | MPC                           |
| 413514     | 2005 RX47  | 13 set 2005 | Apache Point     | A. C. Becker           | —         | MPC                           |
| 413515     | 2005 SH6   | 23 set 2005 | Kitt Peak        | Spacewatch             | —         | MPC                           |
| 413516     | 2005 SS16  | 26 set 2005 | Kitt Peak        | Spacewatch             | Henan     | MPC                           |
| 413517     | 2005 SU23  | 13 set 2005 | Catalina         | CSS                    | —         | MPC                           |
| 413518     | 2005 SD28  | 23 set 2005 | Kitt Peak        | Spacewatch             | —         | MPC                           |
| 413519     | 2005 SA31  | 9 set 2005  | Socorro          | LINEAR                 | —         | MPC                           |
| 413520     | 2005 SB32  | 23 set 2005 | Kitt Peak        | Spacewatch             | —         | MPC                           |
| 413521     | 2005 SY39  | 24 set 2005 | Kitt Peak        | Spacewatch             | —         | MPC                           |
| 413522     | 2005 SE40  | 24 set 2005 | Kitt Peak        | Spacewatch             | —         | MPC                           |
| 413523     | 2005 SX40  | 24 set 2005 | Kitt Peak        | Spacewatch             | —         | MPC                           |
| 413524     | 2005 SC44  | 24 set 2005 | Kitt Peak        | Spacewatch             | —         | MPC                           |
| 413525     | 2005 SK54  | 25 set 2005 | Kitt Peak        | Spacewatch             | —         | MPC                           |
| 413526     | 2005 SX58  | 26 set 2005 | Kitt Peak        | Spacewatch             | —         | MPC                           |
| 413527     | 2005 SW63  | 26 set 2005 | Kitt Peak        | Spacewatch             | —         | MPC                           |
| 413528     | 2005 SO76  | 24 set 2005 | Kitt Peak        | Spacewatch             | —         | MPC                           |
| 413529     | 2005 SX83  | 24 set 2005 | Kitt Peak        | Spacewatch             | —         | MPC                           |
| 413530     | 2005 SQ85  | 24 set 2005 | Kitt Peak        | Spacewatch             | —         | MPC                           |
| 413531     | 2005 SW88  | 24 set 2005 | Kitt Peak        | Spacewatch             | —         | MPC                           |
| 413532     | 2005 SS93  | 24 set 2005 | Kitt Peak        | Spacewatch             | —         | MPC                           |
| 413533     | 2005 SC100 | 25 set 2005 | Kitt Peak        | Spacewatch             | —         | MPC                           |
| 413534     | 2005 SC104 | 25 set 2005 | Kitt Peak        | Spacewatch             | —         | MPC                           |
| 413535     | 2005 SU109 | 26 set 2005 | Kitt Peak        | Spacewatch             | —         | MPC                           |
| 413536     | 2005 SQ121 | 29 set 2005 | Kitt Peak        | Spacewatch             | —         | MPC                           |
| 413537     | 2005 SU129 | 29 set 2005 | Mount Lemmon     | Mount Lemmon Survey    | —         | MPC                           |
| 413538     | 2005 SJ131 | 29 set 2005 | Kitt Peak        | Spacewatch             | —         | MPC                           |
| 413539     | 2005 SO131 | 29 set 2005 | Kitt Peak        | Spacewatch             | —         | MPC                           |
| 413540     | 2005 SO142 | 25 set 2005 | Kitt Peak        | Spacewatch             | —         | MPC                           |
| 413541     | 2005 SX146 | 25 set 2005 | Kitt Peak        | Spacewatch             | —         | MPC                           |
| 413542     | 2005 SM159 | 23 set 2005 | Catalina         | CSS                    | —         | MPC                           |
| 413543     | 2005 SQ161 | 27 set 2005 | Kitt Peak        | Spacewatch             | —         | MPC                           |
| 413544     | 2005 SW174 | 29 set 2005 | Kitt Peak        | Spacewatch             | —         | MPC                           |
| 413545     | 2005 SL176 | 29 set 2005 | Kitt Peak        | Spacewatch             | —         | MPC                           |
| 413546     | 2005 SC178 | 29 set 2005 | Kitt Peak        | Spacewatch             | —         | MPC                           |
| 413547     | 2005 SS178 | 29 set 2005 | Anderson Mesa    | LONEOS                 | Phocaea   | MPC                           |
| 413548     | 2005 SJ180 | 1 set 2005  | Kitt Peak        | Spacewatch             | —         | MPC                           |
| 413549     | 2005 SJ182 | 29 set 2005 | Kitt Peak        | Spacewatch             | —         | MPC                           |
| 413550     | 2005 SG189 | 29 set 2005 | Mount Lemmon     | Mount Lemmon Survey    | —         | MPC                           |
| 413551     | 2005 SZ208 | 30 set 2005 | Mount Lemmon     | Mount Lemmon Survey    | —         | MPC                           |
| 413552     | 2005 SV218 | 30 set 2005 | Mount Lemmon     | Mount Lemmon Survey    | Chloris   | MPC                           |
| 413553     | 2005 SR221 | 30 set 2005 | Catalina         | CSS                    | —         | MPC                           |
| 413554     | 2005 SY232 | 30 set 2005 | Mount Lemmon     | Mount Lemmon Survey    | —         | MPC                           |
| 413555     | 2005 SO236 | 29 set 2005 | Kitt Peak        | Spacewatch             | —         | MPC                           |
| 413556     | 2005 SZ247 | 30 set 2005 | Kitt Peak        | Spacewatch             | —         | MPC                           |
| 413557     | 2005 SJ255 | 22 set 2005 | Palomar          | NEAT                   | —         | MPC                           |
| 413558     | 2005 ST266 | 29 set 2005 | Anderson Mesa    | LONEOS                 | —         | MPC                           |
| 413559     | 2005 SN271 | 30 set 2005 | Mount Lemmon     | Mount Lemmon Survey    | —         | MPC                           |
| 413560     | 2005 SD284 | 24 set 2005 | Apache Point     | A. C. Becker           | —         | MPC                           |
| 413561     | 2005 SB290 | 27 set 2005 | Kitt Peak        | Spacewatch             | —         | MPC                           |
| 413562     | 2005 TU36  | 1 out 2005  | Catalina         | CSS                    | —         | MPC                           |
| 413563     | 2005 TG45  | 5 out 2005  | Catalina         | CSS                    | —         | MPC                           |
| 413564     | 2005 TW53  | 1 out 2005  | Mount Lemmon     | Mount Lemmon Survey    | —         | MPC                           |
| 413565     | 2005 TY55  | 6 out 2005  | Catalina         | CSS                    | —         | MPC                           |
| 413566     | 2005 TH86  | 4 out 2005  | Mount Lemmon     | Mount Lemmon Survey    | —         | MPC                           |
| 413567     | 2005 TY91  | 6 out 2005  | Catalina         | CSS                    | —         | MPC                           |
| 413568     | 2005 TC103 | 7 out 2005  | Anderson Mesa    | LONEOS                 | —         | MPC                           |
| 413569     | 2005 TA119 | 7 out 2005  | Kitt Peak        | Spacewatch             | —         | MPC                           |
| 413570     | 2005 TD122 | 7 out 2005  | Kitt Peak        | Spacewatch             | —         | MPC                           |
| 413571     | 2005 TF126 | 30 set 2005 | Mount Lemmon     | Mount Lemmon Survey    | —         | MPC                           |
| 413572     | 2005 TO139 | 29 set 2005 | Kitt Peak        | Spacewatch             | —         | MPC                           |
| 413573     | 2005 TT157 | 24 set 2005 | Kitt Peak        | Spacewatch             | —         | MPC                           |
| 413574     | 2005 TX159 | 9 out 2005  | Kitt Peak        | Spacewatch             | —         | MPC                           |
| 413575     | 2005 TQ178 | 26 set 2005 | Catalina         | CSS                    | Phocaea   | MPC                           |
| 413576     | 2005 UZ2   | 25 out 2005 | La Silla         | R. Behrend, C. Vuissoz | —         | MPC                           |
| 413577     | 2005 UL5   | 27 out 2005 | Socorro          | LINEAR                 | —         | MPC                           |
| 413578     | 2005 UM6   | 26 out 2005 | Kitt Peak        | Spacewatch             | —         | MPC                           |
| 413579     | 2005 UB14  | 2 out 2005  | Mount Lemmon     | Mount Lemmon Survey    | —         | MPC                           |
| 413580     | 2005 UV21  | 23 out 2005 | Kitt Peak        | Spacewatch             | —         | MPC                           |
| 413581     | 2005 UX43  | 30 set 2005 | Kitt Peak        | Spacewatch             | —         | MPC                           |
| 413582     | 2005 UY44  | 22 out 2005 | Kitt Peak        | Spacewatch             | —         | MPC                           |
| 413583     | 2005 UN49  | 23 out 2005 | Catalina         | CSS                    | —         | MPC                           |
| 413584     | 2005 UG60  | 25 out 2005 | Anderson Mesa    | LONEOS                 | —         | MPC                           |
| 413585     | 2005 UT61  | 25 out 2005 | Mount Lemmon     | Mount Lemmon Survey    | —         | MPC                           |
| 413586     | 2005 UF70  | 23 out 2005 | Catalina         | CSS                    | Phocaea   | MPC                           |
| 413587     | 2005 UO83  | 22 out 2005 | Kitt Peak        | Spacewatch             | —         | MPC                           |
| 413588     | 2005 UP83  | 22 out 2005 | Kitt Peak        | Spacewatch             | —         | MPC                           |
| 413589     | 2005 UE87  | 22 out 2005 | Kitt Peak        | Spacewatch             | —         | MPC                           |
| 413590     | 2005 UF98  | 22 out 2005 | Kitt Peak        | Spacewatch             | —         | MPC                           |
| 413591     | 2005 UX104 | 22 out 2005 | Kitt Peak        | Spacewatch             | —         | MPC                           |
| 413592     | 2005 UU108 | 5 out 2005  | Catalina         | CSS                    | —         | MPC                           |
| 413593     | 2005 US109 | 22 out 2005 | Kitt Peak        | Spacewatch             | —         | MPC                           |
| 413594     | 2005 UO111 | 22 out 2005 | Kitt Peak        | Spacewatch             | —         | MPC                           |
| 413595     | 2005 UH113 | 22 out 2005 | Kitt Peak        | Spacewatch             | —         | MPC                           |
| 413596     | 2005 UK117 | 24 out 2005 | Kitt Peak        | Spacewatch             | —         | MPC                           |
| 413597     | 2005 UO117 | 12 out 2005 | Kitt Peak        | Spacewatch             | —         | MPC                           |
| 413598     | 2005 UY122 | 24 out 2005 | Kitt Peak        | Spacewatch             | Phocaea   | MPC                           |
| 413599     | 2005 UU167 | 5 out 2005  | Kitt Peak        | Spacewatch             | —         | MPC                           |
| 413600     | 2005 UU171 | 24 out 2005 | Kitt Peak        | Spacewatch             | —         | MPC                           |

## 413601–413700
| Designação | Designação | Descoberta  | Descoberta   | Descobridor(es)     | Categoria | Mais informações / Referência |
| Permanente | Provisória | Data        | Local        | Descobridor(es)     | Categoria | Mais informações / Referência |
| ---------- | ---------- | ----------- | ------------ | ------------------- | --------- | ----------------------------- |
| 413601     | 2005 UW171 | 24 out 2005 | Kitt Peak    | Spacewatch          | —         | MPC                           |
| 413602     | 2005 UZ171 | 24 out 2005 | Kitt Peak    | Spacewatch          | —         | MPC                           |
| 413603     | 2005 UU184 | 25 out 2005 | Mount Lemmon | Mount Lemmon Survey | —         | MPC                           |
| 413604     | 2005 UM195 | 22 out 2005 | Kitt Peak    | Spacewatch          | —         | MPC                           |
| 413605     | 2005 UB203 | 25 out 2005 | Kitt Peak    | Spacewatch          | —         | MPC                           |
| 413606     | 2005 UG204 | 25 out 2005 | Mount Lemmon | Mount Lemmon Survey | —         | MPC                           |
| 413607     | 2005 UK212 | 27 out 2005 | Kitt Peak    | Spacewatch          | —         | MPC                           |
| 413608     | 2005 UB222 | 25 out 2005 | Kitt Peak    | Spacewatch          | —         | MPC                           |
| 413609     | 2005 UP225 | 25 out 2005 | Kitt Peak    | Spacewatch          | —         | MPC                           |
| 413610     | 2005 UH228 | 25 out 2005 | Kitt Peak    | Spacewatch          | —         | MPC                           |
| 413611     | 2005 UJ233 | 25 out 2005 | Kitt Peak    | Spacewatch          | Ino       | MPC                           |
| 413612     | 2005 UV233 | 25 out 2005 | Kitt Peak    | Spacewatch          | Eos       | MPC                           |
| 413613     | 2005 UR257 | 25 out 2005 | Kitt Peak    | Spacewatch          | —         | MPC                           |
| 413614     | 2005 UJ261 | 25 out 2005 | Mount Lemmon | Mount Lemmon Survey | —         | MPC                           |
| 413615     | 2005 UD262 | 26 out 2005 | Kitt Peak    | Spacewatch          | —         | MPC                           |
| 413616     | 2005 UW262 | 1 out 2005  | Kitt Peak    | Spacewatch          | —         | MPC                           |
| 413617     | 2005 UU275 | 29 set 2005 | Mount Lemmon | Mount Lemmon Survey | —         | MPC                           |
| 413618     | 2005 UO282 | 26 out 2005 | Kitt Peak    | Spacewatch          | —         | MPC                           |
| 413619     | 2005 UY288 | 26 out 2005 | Kitt Peak    | Spacewatch          | —         | MPC                           |
| 413620     | 2005 US293 | 26 out 2005 | Kitt Peak    | Spacewatch          | —         | MPC                           |
| 413621     | 2005 UE296 | 26 out 2005 | Kitt Peak    | Spacewatch          | —         | MPC                           |
| 413622     | 2005 UG307 | 27 out 2005 | Mount Lemmon | Mount Lemmon Survey | —         | MPC                           |
| 413623     | 2005 UM310 | 29 out 2005 | Mount Lemmon | Mount Lemmon Survey | —         | MPC                           |
| 413624     | 2005 UB314 | 25 set 2005 | Kitt Peak    | Spacewatch          | —         | MPC                           |
| 413625     | 2005 UP315 | 25 out 2005 | Kitt Peak    | Spacewatch          | —         | MPC                           |
| 413626     | 2005 UQ323 | 28 out 2005 | Mount Lemmon | Mount Lemmon Survey | —         | MPC                           |
| 413627     | 2005 UK350 | 28 out 2005 | Catalina     | CSS                 | Eos       | MPC                           |
| 413628     | 2005 UV353 | 29 out 2005 | Catalina     | CSS                 | —         | MPC                           |
| 413629     | 2005 UD367 | 27 out 2005 | Kitt Peak    | Spacewatch          | —         | MPC                           |
| 413630     | 2005 UK374 | 27 out 2005 | Kitt Peak    | Spacewatch          | —         | MPC                           |
| 413631     | 2005 UE379 | 29 out 2005 | Mount Lemmon | Mount Lemmon Survey | —         | MPC                           |
| 413632     | 2005 UA383 | 22 out 2005 | Kitt Peak    | Spacewatch          | —         | MPC                           |
| 413633     | 2005 UC388 | 26 out 2005 | Kitt Peak    | Spacewatch          | —         | MPC                           |
| 413634     | 2005 UQ391 | 30 out 2005 | Kitt Peak    | Spacewatch          | —         | MPC                           |
| 413635     | 2005 UX416 | 25 out 2005 | Kitt Peak    | Spacewatch          | —         | MPC                           |
| 413636     | 2005 UL417 | 25 out 2005 | Kitt Peak    | Spacewatch          | —         | MPC                           |
| 413637     | 2005 UL424 | 12 out 2005 | Kitt Peak    | Spacewatch          | —         | MPC                           |
| 413638     | 2005 UH439 | 29 out 2005 | Catalina     | CSS                 | —         | MPC                           |
| 413639     | 2005 UR442 | 30 out 2005 | Kitt Peak    | Spacewatch          | —         | MPC                           |
| 413640     | 2005 UW442 | 12 out 2005 | Kitt Peak    | Spacewatch          | —         | MPC                           |
| 413641     | 2005 UO475 | 22 out 2005 | Kitt Peak    | Spacewatch          | —         | MPC                           |
| 413642     | 2005 UC483 | 23 set 2005 | Kitt Peak    | Spacewatch          | —         | MPC                           |
| 413643     | 2005 UX491 | 24 out 2005 | Palomar      | NEAT                | —         | MPC                           |
| 413644     | 2005 UZ498 | 27 out 2005 | Catalina     | CSS                 | —         | MPC                           |
| 413645     | 2005 UV519 | 1 out 2005  | Mount Lemmon | Mount Lemmon Survey | —         | MPC                           |
| 413646     | 2005 VR4   | 7 nov 2005  | Marly        | Naef Obs.           | —         | MPC                           |
| 413647     | 2005 VS7   | 12 nov 2005 | Wrightwood   | J. W. Young         | —         | MPC                           |
| 413648     | 2005 VZ7   | 5 out 2005  | Kitt Peak    | Spacewatch          | —         | MPC                           |
| 413649     | 2005 VU12  | 3 nov 2005  | Mount Lemmon | Mount Lemmon Survey | —         | MPC                           |
| 413650     | 2005 VF14  | 3 nov 2005  | Kitt Peak    | Spacewatch          | —         | MPC                           |
| 413651     | 2005 VA19  | 1 nov 2005  | Kitt Peak    | Spacewatch          | —         | MPC                           |
| 413652     | 2005 VW19  | 1 nov 2005  | Kitt Peak    | Spacewatch          | —         | MPC                           |
| 413653     | 2005 VP22  | 25 abr 2004 | Kitt Peak    | Spacewatch          | —         | MPC                           |
| 413654     | 2005 VB35  | 3 nov 2005  | Mount Lemmon | Mount Lemmon Survey | —         | MPC                           |
| 413655     | 2005 VP35  | 10 out 2005 | Kitt Peak    | Spacewatch          | —         | MPC                           |
| 413656     | 2005 VU53  | 4 nov 2005  | Mount Lemmon | Mount Lemmon Survey | —         | MPC                           |
| 413657     | 2005 VW57  | 4 nov 2005  | Mount Lemmon | Mount Lemmon Survey | —         | MPC                           |
| 413658     | 2005 VW58  | 5 nov 2005  | Kitt Peak    | Spacewatch          | —         | MPC                           |
| 413659     | 2005 VL61  | 5 nov 2005  | Socorro      | LINEAR              | —         | MPC                           |
| 413660     | 2005 VO74  | 1 nov 2005  | Mount Lemmon | Mount Lemmon Survey | —         | MPC                           |
| 413661     | 2005 VQ74  | 1 nov 2005  | Mount Lemmon | Mount Lemmon Survey | —         | MPC                           |
| 413662     | 2005 VL76  | 4 nov 2005  | Catalina     | CSS                 | —         | MPC                           |
| 413663     | 2005 VP92  | 1 out 2005  | Mount Lemmon | Mount Lemmon Survey | —         | MPC                           |
| 413664     | 2005 VA99  | 5 abr 2003  | Kitt Peak    | Spacewatch          | —         | MPC                           |
| 413665     | 2005 VD99  | 5 nov 2005  | Catalina     | CSS                 | —         | MPC                           |
| 413666     | 2005 VJ119 | 7 nov 2005  | Mauna Kea    | F. Bernardi         | —         | MPC                           |
| 413667     | 2005 VK127 | 1 nov 2005  | Apache Point | A. C. Becker        | —         | MPC                           |
| 413668     | 2005 VG128 | 1 nov 2005  | Apache Point | A. C. Becker        | Henan     | MPC                           |
| 413669     | 2005 WK19  | 24 nov 2005 | Palomar      | NEAT                | —         | MPC                           |
| 413670     | 2005 WS21  | 21 nov 2005 | Kitt Peak    | Spacewatch          | —         | MPC                           |
| 413671     | 2005 WN31  | 21 nov 2005 | Kitt Peak    | Spacewatch          | —         | MPC                           |
| 413672     | 2005 WP33  | 21 nov 2005 | Kitt Peak    | Spacewatch          | —         | MPC                           |
| 413673     | 2005 WD34  | 21 nov 2005 | Kitt Peak    | Spacewatch          | —         | MPC                           |
| 413674     | 2005 WG47  | 25 nov 2005 | Mount Lemmon | Mount Lemmon Survey | —         | MPC                           |
| 413675     | 2005 WR67  | 22 nov 2005 | Kitt Peak    | Spacewatch          | —         | MPC                           |
| 413676     | 2005 WW76  | 25 nov 2005 | Kitt Peak    | Spacewatch          | —         | MPC                           |
| 413677     | 2005 WF79  | 25 nov 2005 | Kitt Peak    | Spacewatch          | —         | MPC                           |
| 413678     | 2005 WD80  | 25 nov 2005 | Mount Lemmon | Mount Lemmon Survey | —         | MPC                           |
| 413679     | 2005 WR88  | 22 nov 2005 | Kitt Peak    | Spacewatch          | —         | MPC                           |
| 413680     | 2005 WK114 | 6 nov 2005  | Mount Lemmon | Mount Lemmon Survey | —         | MPC                           |
| 413681     | 2005 WC136 | 26 nov 2005 | Kitt Peak    | Spacewatch          | —         | MPC                           |
| 413682     | 2005 WM152 | 27 out 2005 | Mount Lemmon | Mount Lemmon Survey | —         | MPC                           |
| 413683     | 2005 WR170 | 22 nov 2005 | Kitt Peak    | Spacewatch          | —         | MPC                           |
| 413684     | 2005 WL173 | 1 nov 2005  | Mount Lemmon | Mount Lemmon Survey | —         | MPC                           |
| 413685     | 2005 WL211 | 25 nov 2005 | Kitt Peak    | Spacewatch          | —         | MPC                           |
| 413686     | 2005 XR23  | 2 dez 2005  | Socorro      | LINEAR              | —         | MPC                           |
| 413687     | 2005 XR34  | 26 nov 2005 | Kitt Peak    | Spacewatch          | —         | MPC                           |
| 413688     | 2005 XF43  | 2 dez 2005  | Kitt Peak    | Spacewatch          | —         | MPC                           |
| 413689     | 2005 XB52  | 2 dez 2005  | Kitt Peak    | Spacewatch          | —         | MPC                           |
| 413690     | 2005 XS58  | 2 dez 2005  | Mount Lemmon | Mount Lemmon Survey | —         | MPC                           |
| 413691     | 2005 XP63  | 5 dez 2005  | Mount Lemmon | Mount Lemmon Survey | —         | MPC                           |
| 413692     | 2005 XX64  | 7 dez 2005  | Catalina     | CSS                 | —         | MPC                           |
| 413693     | 2005 XX83  | 6 dez 2005  | Catalina     | CSS                 | —         | MPC                           |
| 413694     | 2005 XA111 | 1 dez 2005  | Kitt Peak    | M. W. Buie          | —         | MPC                           |
| 413695     | 2005 YH2   | 21 dez 2005 | Kitt Peak    | Spacewatch          | —         | MPC                           |
| 413696     | 2005 YP2   | 1 out 2005  | Mount Lemmon | Mount Lemmon Survey | Eos       | MPC                           |
| 413697     | 2005 YA14  | 22 dez 2005 | Kitt Peak    | Spacewatch          | —         | MPC                           |
| 413698     | 2005 YS23  | 24 dez 2005 | Kitt Peak    | Spacewatch          | —         | MPC                           |
| 413699     | 2005 YW23  | 4 dez 2005  | Mount Lemmon | Mount Lemmon Survey | —         | MPC                           |
| 413700     | 2005 YH32  | 22 dez 2005 | Kitt Peak    | Spacewatch          | —         | MPC                           |

## 413701–413800
| Designação | Designação | Descoberta  | Descoberta    | Descobridor(es)     | Categoria | Mais informações / Referência |
| Permanente | Provisória | Data        | Local         | Descobridor(es)     | Categoria | Mais informações / Referência |
| ---------- | ---------- | ----------- | ------------- | ------------------- | --------- | ----------------------------- |
| 413701     | 2005 YR34  | 24 dez 2005 | Kitt Peak     | Spacewatch          | —         | MPC                           |
| 413702     | 2005 YY44  | 25 dez 2005 | Kitt Peak     | Spacewatch          | —         | MPC                           |
| 413703     | 2005 YQ59  | 3 out 2005  | Catalina      | CSS                 | —         | MPC                           |
| 413704     | 2005 YW68  | 5 dez 2005  | Mount Lemmon  | Mount Lemmon Survey | —         | MPC                           |
| 413705     | 2005 YK75  | 8 dez 2005  | Kitt Peak     | Spacewatch          | —         | MPC                           |
| 413706     | 2005 YK85  | 2 dez 2005  | Mount Lemmon  | Mount Lemmon Survey | —         | MPC                           |
| 413707     | 2005 YU143 | 28 dez 2005 | Mount Lemmon  | Mount Lemmon Survey | —         | MPC                           |
| 413708     | 2005 YV162 | 27 dez 2005 | Mount Lemmon  | Mount Lemmon Survey | —         | MPC                           |
| 413709     | 2005 YW165 | 10 nov 2005 | Mount Lemmon  | Mount Lemmon Survey | Charis    | MPC                           |
| 413710     | 2005 YA169 | 30 dez 2005 | Kitt Peak     | Spacewatch          | —         | MPC                           |
| 413711     | 2005 YG192 | 30 dez 2005 | Kitt Peak     | Spacewatch          | —         | MPC                           |
| 413712     | 2005 YM237 | 28 dez 2005 | Kitt Peak     | Spacewatch          | —         | MPC                           |
| 413713     | 2005 YX237 | 28 dez 2005 | Kitt Peak     | Spacewatch          | Eos       | MPC                           |
| 413714     | 2005 YC282 | 26 dez 2005 | Mount Lemmon  | Mount Lemmon Survey | —         | MPC                           |
| 413715     | 2006 AB18  | 27 dez 2005 | Mount Lemmon  | Mount Lemmon Survey | —         | MPC                           |
| 413716     | 2006 AO51  | 30 nov 2005 | Mount Lemmon  | Mount Lemmon Survey | —         | MPC                           |
| 413717     | 2006 AV100 | 7 jan 2006  | Mount Lemmon  | Mount Lemmon Survey | —         | MPC                           |
| 413718     | 2006 AH104 | 6 jan 2006  | Mount Lemmon  | Mount Lemmon Survey | —         | MPC                           |
| 413719     | 2006 BF26  | 22 jan 2006 | Anderson Mesa | LONEOS              | —         | MPC                           |
| 413720     | 2006 BH36  | 10 jan 2006 | Mount Lemmon  | Mount Lemmon Survey | —         | MPC                           |
| 413721     | 2006 BF67  | 23 jan 2006 | Kitt Peak     | Spacewatch          | Brangane  | MPC                           |
| 413722     | 2006 BO70  | 23 jan 2006 | Kitt Peak     | Spacewatch          | —         | MPC                           |
| 413723     | 2006 BK74  | 23 jan 2006 | Kitt Peak     | Spacewatch          | —         | MPC                           |
| 413724     | 2006 BY80  | 23 jan 2006 | Kitt Peak     | Spacewatch          | —         | MPC                           |
| 413725     | 2006 BV108 | 25 jan 2006 | Kitt Peak     | Spacewatch          | —         | MPC                           |
| 413726     | 2006 BF113 | 25 jan 2006 | Kitt Peak     | Spacewatch          | —         | MPC                           |
| 413727     | 2006 BK117 | 26 jan 2006 | Kitt Peak     | Spacewatch          | —         | MPC                           |
| 413728     | 2006 BD121 | 26 jan 2006 | Kitt Peak     | Spacewatch          | Brangane  | MPC                           |
| 413729     | 2006 BX127 | 26 jan 2006 | Kitt Peak     | Spacewatch          | —         | MPC                           |
| 413730     | 2006 BD139 | 28 jan 2006 | Mount Lemmon  | Mount Lemmon Survey | —         | MPC                           |
| 413731     | 2006 BF155 | 25 jan 2006 | Kitt Peak     | Spacewatch          | —         | MPC                           |
| 413732     | 2006 BX162 | 7 jan 2006  | Mount Lemmon  | Mount Lemmon Survey | —         | MPC                           |
| 413733     | 2006 BM175 | 27 jan 2006 | Kitt Peak     | Spacewatch          | —         | MPC                           |
| 413734     | 2006 BY180 | 27 jan 2006 | Mount Lemmon  | Mount Lemmon Survey | —         | MPC                           |
| 413735     | 2006 BO205 | 31 jan 2006 | Mount Lemmon  | Mount Lemmon Survey | —         | MPC                           |
| 413736     | 2006 BT208 | 31 jan 2006 | Mount Lemmon  | Mount Lemmon Survey | —         | MPC                           |
| 413737     | 2006 BL216 | 26 jan 2006 | Catalina      | CSS                 | —         | MPC                           |
| 413738     | 2006 BU229 | 23 jan 2006 | Kitt Peak     | Spacewatch          | —         | MPC                           |
| 413739     | 2006 BO232 | 31 jan 2006 | Kitt Peak     | Spacewatch          | —         | MPC                           |
| 413740     | 2006 BG236 | 23 jan 2006 | Kitt Peak     | Spacewatch          | —         | MPC                           |
| 413741     | 2006 BN243 | 31 jan 2006 | Kitt Peak     | Spacewatch          | —         | MPC                           |
| 413742     | 2006 BZ247 | 31 jan 2006 | Kitt Peak     | Spacewatch          | —         | MPC                           |
| 413743     | 2006 BK250 | 31 jan 2006 | Kitt Peak     | Spacewatch          | —         | MPC                           |
| 413744     | 2006 BP264 | 31 jan 2006 | Kitt Peak     | Spacewatch          | —         | MPC                           |
| 413745     | 2006 BS270 | 31 jan 2006 | Anderson Mesa | LONEOS              | —         | MPC                           |
| 413746     | 2006 BE279 | 30 jan 2006 | Kitt Peak     | Spacewatch          | —         | MPC                           |
| 413747     | 2006 CP5   | 9 jan 2006  | Kitt Peak     | Spacewatch          | —         | MPC                           |
| 413748     | 2006 CS14  | 1 fev 2006  | Kitt Peak     | Spacewatch          | —         | MPC                           |
| 413749     | 2006 CN24  | 10 jan 2006 | Mount Lemmon  | Mount Lemmon Survey | Brangane  | MPC                           |
| 413750     | 2006 CS34  | 27 jan 2006 | Mount Lemmon  | Mount Lemmon Survey | —         | MPC                           |
| 413751     | 2006 CT41  | 2 fev 2006  | Kitt Peak     | Spacewatch          | Brangane  | MPC                           |
| 413752     | 2006 DB14  | 22 fev 2006 | Catalina      | CSS                 | —         | MPC                           |
| 413753     | 2006 DT23  | 30 jan 2006 | Kitt Peak     | Spacewatch          | —         | MPC                           |
| 413754     | 2006 DK26  | 26 jan 2006 | Kitt Peak     | Spacewatch          | —         | MPC                           |
| 413755     | 2006 DS30  | 20 fev 2006 | Kitt Peak     | Spacewatch          | Brangane  | MPC                           |
| 413756     | 2006 DW99  | 25 fev 2006 | Kitt Peak     | Spacewatch          | —         | MPC                           |
| 413757     | 2006 DM103 | 13 out 2004 | Kitt Peak     | Spacewatch          | —         | MPC                           |
| 413758     | 2006 DN113 | 27 fev 2006 | Kitt Peak     | Spacewatch          | Brangane  | MPC                           |
| 413759     | 2006 DZ119 | 20 fev 2006 | Catalina      | CSS                 | —         | MPC                           |
| 413760     | 2006 DR131 | 25 fev 2006 | Kitt Peak     | Spacewatch          | —         | MPC                           |
| 413761     | 2006 DL156 | 27 fev 2006 | Kitt Peak     | Spacewatch          | —         | MPC                           |
| 413762     | 2006 DK166 | 27 fev 2006 | Kitt Peak     | Spacewatch          | Brangane  | MPC                           |
| 413763     | 2006 DX183 | 27 fev 2006 | Kitt Peak     | Spacewatch          | —         | MPC                           |
| 413764     | 2006 DT195 | 20 fev 2006 | Catalina      | CSS                 | —         | MPC                           |
| 413765     | 2006 DN205 | 25 fev 2006 | Mount Lemmon  | Mount Lemmon Survey | Brangane  | MPC                           |
| 413766     | 2006 DD215 | 20 fev 2006 | Kitt Peak     | Spacewatch          | —         | MPC                           |
| 413767     | 2006 EY2   | 2 mar 2006  | Kitt Peak     | Spacewatch          | —         | MPC                           |
| 413768     | 2006 EL15  | 2 mar 2006  | Kitt Peak     | Spacewatch          | —         | MPC                           |
| 413769     | 2006 EV40  | 4 mar 2006  | Mount Lemmon  | Mount Lemmon Survey | —         | MPC                           |
| 413770     | 2006 FA20  | 9 out 2004  | Kitt Peak     | Spacewatch          | —         | MPC                           |
| 413771     | 2006 FW27  | 24 mar 2006 | Mount Lemmon  | Mount Lemmon Survey | Brangane  | MPC                           |
| 413772     | 2006 FU29  | 24 mar 2006 | Mount Lemmon  | Mount Lemmon Survey | —         | MPC                           |
| 413773     | 2006 GU33  | 7 abr 2006  | Mount Lemmon  | Mount Lemmon Survey | —         | MPC                           |
| 413774     | 2006 GM46  | 8 abr 2006  | Kitt Peak     | Spacewatch          | —         | MPC                           |
| 413775     | 2006 GF51  | 2 abr 2006  | Anderson Mesa | LONEOS              | —         | MPC                           |
| 413776     | 2006 GS54  | 19 out 2003 | Kitt Peak     | Spacewatch          | —         | MPC                           |
| 413777     | 2006 HU5   | 19 abr 2006 | Palomar       | NEAT                | —         | MPC                           |
| 413778     | 2006 HZ6   | 9 abr 2006  | Catalina      | CSS                 | —         | MPC                           |
| 413779     | 2006 HR15  | 20 abr 2006 | Kitt Peak     | Spacewatch          | —         | MPC                           |
| 413780     | 2006 HS25  | 20 abr 2006 | Kitt Peak     | Spacewatch          | —         | MPC                           |
| 413781     | 2006 HY27  | 20 abr 2006 | Kitt Peak     | Spacewatch          | —         | MPC                           |
| 413782     | 2006 HG28  | 20 abr 2006 | Kitt Peak     | Spacewatch          | —         | MPC                           |
| 413783     | 2006 HX32  | 19 abr 2006 | Kitt Peak     | Spacewatch          | —         | MPC                           |
| 413784     | 2006 HA45  | 25 abr 2006 | Kitt Peak     | Spacewatch          | —         | MPC                           |
| 413785     | 2006 HE46  | 25 abr 2006 | Catalina      | CSS                 | —         | MPC                           |
| 413786     | 2006 HA53  | 19 abr 2006 | Anderson Mesa | LONEOS              | —         | MPC                           |
| 413787     | 2006 HH68  | 24 abr 2006 | Mount Lemmon  | Mount Lemmon Survey | —         | MPC                           |
| 413788     | 2006 HE72  | 25 abr 2006 | Kitt Peak     | Spacewatch          | —         | MPC                           |
| 413789     | 2006 HP87  | 30 abr 2006 | Kitt Peak     | Spacewatch          | —         | MPC                           |
| 413790     | 2006 HZ87  | 30 abr 2006 | Kitt Peak     | Spacewatch          | —         | MPC                           |
| 413791     | 2006 HK88  | 30 abr 2006 | Kitt Peak     | Spacewatch          | —         | MPC                           |
| 413792     | 2006 HU101 | 30 abr 2006 | Kitt Peak     | Spacewatch          | —         | MPC                           |
| 413793     | 2006 HU103 | 30 abr 2006 | Kitt Peak     | Spacewatch          | —         | MPC                           |
| 413794     | 2006 HS107 | 30 abr 2006 | Kitt Peak     | Spacewatch          | —         | MPC                           |
| 413795     | 2006 HB119 | 30 abr 2006 | Kitt Peak     | Spacewatch          | —         | MPC                           |
| 413796     | 2006 HH151 | 30 abr 2006 | Anderson Mesa | LONEOS              | —         | MPC                           |
| 413797     | 2006 HG152 | 19 abr 2006 | Mount Lemmon  | Mount Lemmon Survey | —         | MPC                           |
| 413798     | 2006 HQ153 | 30 abr 2006 | Kitt Peak     | Spacewatch          | Brangane  | MPC                           |
| 413799     | 2006 JN1   | 1 mai 2006  | Kitt Peak     | Spacewatch          | —         | MPC                           |
| 413800     | 2006 JK3   | 2 mai 2006  | Mount Lemmon  | Mount Lemmon Survey | —         | MPC                           |

## 413801–413900
| Designação | Designação | Descoberta  | Descoberta    | Descobridor(es)     | Categoria | Mais informações / Referência |
| Permanente | Provisória | Data        | Local         | Descobridor(es)     | Categoria | Mais informações / Referência |
| ---------- | ---------- | ----------- | ------------- | ------------------- | --------- | ----------------------------- |
| 413801     | 2006 JG10  | 1 mai 2006  | Kitt Peak     | Spacewatch          | —         | MPC                           |
| 413802     | 2006 JT12  | 1 mai 2006  | Kitt Peak     | Spacewatch          | —         | MPC                           |
| 413803     | 2006 JE31  | 3 mai 2006  | Kitt Peak     | Spacewatch          | —         | MPC                           |
| 413804     | 2006 JW33  | 4 mai 2006  | Kitt Peak     | Spacewatch          | —         | MPC                           |
| 413805     | 2006 JC44  | 6 mai 2006  | Kitt Peak     | Spacewatch          | —         | MPC                           |
| 413806     | 2006 JH49  | 1 mai 2006  | Kitt Peak     | Spacewatch          | —         | MPC                           |
| 413807     | 2006 KQ18  | 21 mai 2006 | Kitt Peak     | Spacewatch          | —         | MPC                           |
| 413808     | 2006 KX30  | 20 mai 2006 | Kitt Peak     | Spacewatch          | —         | MPC                           |
| 413809     | 2006 KF45  | 1 mar 2005  | Kitt Peak     | Spacewatch          | —         | MPC                           |
| 413810     | 2006 KZ68  | 20 mai 2006 | Kitt Peak     | Spacewatch          | —         | MPC                           |
| 413811     | 2006 KA76  | 24 mai 2006 | Palomar       | NEAT                | —         | MPC                           |
| 413812     | 2006 KN87  | 24 mai 2006 | Kitt Peak     | Spacewatch          | —         | MPC                           |
| 413813     | 2006 KM100 | 29 mai 2006 | Vail-Jarnac   | Jarnac Obs.         | —         | MPC                           |
| 413814     | 2006 LF3   | 15 jun 2006 | Kitt Peak     | Spacewatch          | —         | MPC                           |
| 413815     | 2006 PO8   | 13 ago 2006 | Palomar       | NEAT                | —         | MPC                           |
| 413816     | 2006 PE11  | 13 ago 2006 | Palomar       | NEAT                | —         | MPC                           |
| 413817     | 2006 PN16  | 15 ago 2006 | Palomar       | NEAT                | —         | MPC                           |
| 413818     | 2006 QC7   | 17 ago 2006 | Palomar       | NEAT                | —         | MPC                           |
| 413819     | 2006 QU17  | 17 ago 2006 | Palomar       | NEAT                | —         | MPC                           |
| 413820     | 2006 QR89  | 29 ago 2006 | Kitt Peak     | Spacewatch          | —         | MPC                           |
| 413821     | 2006 QY104 | 28 ago 2006 | Catalina      | CSS                 | —         | MPC                           |
| 413822     | 2006 QO133 | 24 ago 2006 | Socorro       | LINEAR              | —         | MPC                           |
| 413823     | 2006 QJ134 | 25 ago 2006 | Socorro       | LINEAR              | —         | MPC                           |
| 413824     | 2006 QH146 | 18 ago 2006 | Kitt Peak     | Spacewatch          | —         | MPC                           |
| 413825     | 2006 QN147 | 18 ago 2006 | Kitt Peak     | Spacewatch          | —         | MPC                           |
| 413826     | 2006 QR162 | 21 ago 2006 | Kitt Peak     | Spacewatch          | —         | MPC                           |
| 413827     | 2006 RH25  | 29 ago 2006 | Kitt Peak     | Spacewatch          | —         | MPC                           |
| 413828     | 2006 RS33  | 12 set 2006 | Catalina      | CSS                 | —         | MPC                           |
| 413829     | 2006 RK58  | 15 set 2006 | Kitt Peak     | Spacewatch          | —         | MPC                           |
| 413830     | 2006 RV67  | 15 set 2006 | Kitt Peak     | Spacewatch          | —         | MPC                           |
| 413831     | 2006 RG80  | 15 set 2006 | Kitt Peak     | Spacewatch          | —         | MPC                           |
| 413832     | 2006 RR122 | 15 set 2006 | Kitt Peak     | Spacewatch          | —         | MPC                           |
| 413833     | 2006 SJ20  | 19 set 2006 | Catalina      | CSS                 | —         | MPC                           |
| 413834     | 2006 SR22  | 17 set 2006 | Anderson Mesa | LONEOS              | Juno      | MPC                           |
| 413835     | 2006 SC26  | 29 ago 2006 | Catalina      | CSS                 | —         | MPC                           |
| 413836     | 2006 SK31  | 17 set 2006 | Socorro       | LINEAR              | —         | MPC                           |
| 413837     | 2006 SH87  | 18 set 2006 | Kitt Peak     | Spacewatch          | Pallas    | MPC                           |
| 413838     | 2006 SF92  | 18 set 2006 | Kitt Peak     | Spacewatch          | —         | MPC                           |
| 413839     | 2006 SK108 | 19 set 2006 | Kitt Peak     | Spacewatch          | —         | MPC                           |
| 413840     | 2006 SS115 | 24 set 2006 | Anderson Mesa | LONEOS              | —         | MPC                           |
| 413841     | 2006 SY116 | 24 set 2006 | Kitt Peak     | Spacewatch          | —         | MPC                           |
| 413842     | 2006 SU186 | 25 set 2006 | Mount Lemmon  | Mount Lemmon Survey | —         | MPC                           |
| 413843     | 2006 SF201 | 18 set 2006 | Kitt Peak     | Spacewatch          | Juno      | MPC                           |
| 413844     | 2006 SA210 | 19 set 2006 | Kitt Peak     | Spacewatch          | —         | MPC                           |
| 413845     | 2006 SN235 | 19 ago 2006 | Kitt Peak     | Spacewatch          | —         | MPC                           |
| 413846     | 2006 SB247 | 15 set 2006 | Kitt Peak     | Spacewatch          | —         | MPC                           |
| 413847     | 2006 SQ343 | 28 set 2006 | Kitt Peak     | Spacewatch          | —         | MPC                           |
| 413848     | 2006 ST354 | 30 set 2006 | Mount Lemmon  | Mount Lemmon Survey | —         | MPC                           |
| 413849     | 2006 SL361 | 30 set 2006 | Mount Lemmon  | Mount Lemmon Survey | —         | MPC                           |
| 413850     | 2006 SY392 | 27 set 2006 | Mount Lemmon  | Mount Lemmon Survey | Phocaea   | MPC                           |
| 413851     | 2006 SD399 | 17 set 2006 | Kitt Peak     | Spacewatch          | —         | MPC                           |
| 413852     | 2006 SX399 | 18 set 2006 | Kitt Peak     | Spacewatch          | —         | MPC                           |
| 413853     | 2006 SA407 | 28 set 2006 | Kitt Peak     | Spacewatch          | Pallas    | MPC                           |
| 413854     | 2006 TL38  | 12 out 2006 | Kitt Peak     | Spacewatch          | —         | MPC                           |
| 413855     | 2006 TM38  | 12 out 2006 | Kitt Peak     | Spacewatch          | —         | MPC                           |
| 413856     | 2006 TS48  | 30 set 2006 | Mount Lemmon  | Mount Lemmon Survey | —         | MPC                           |
| 413857     | 2006 TW80  | 13 out 2006 | Kitt Peak     | Spacewatch          | —         | MPC                           |
| 413858     | 2006 TT104 | 30 set 2006 | Catalina      | CSS                 | Juno      | MPC                           |
| 413859     | 2006 UO40  | 16 out 2006 | Catalina      | CSS                 | —         | MPC                           |
| 413860     | 2006 UJ41  | 16 out 2006 | Kitt Peak     | Spacewatch          | —         | MPC                           |
| 413861     | 2006 UY50  | 26 set 2006 | Kitt Peak     | Spacewatch          | Pallas    | MPC                           |
| 413862     | 2006 UY54  | 17 out 2006 | Catalina      | CSS                 | Juno      | MPC                           |
| 413863     | 2006 UE75  | 17 out 2006 | Catalina      | CSS                 | —         | MPC                           |
| 413864     | 2006 UJ99  | 30 set 2006 | Mount Lemmon  | Mount Lemmon Survey | —         | MPC                           |
| 413865     | 2006 UV113 | 18 set 2006 | Kitt Peak     | Spacewatch          | Juno      | MPC                           |
| 413866     | 2006 UV115 | 19 out 2006 | Kitt Peak     | Spacewatch          | Juno      | MPC                           |
| 413867     | 2006 UW126 | 2 out 2006  | Mount Lemmon  | Mount Lemmon Survey | —         | MPC                           |
| 413868     | 2006 UE142 | 19 out 2006 | Mount Lemmon  | Mount Lemmon Survey | —         | MPC                           |
| 413869     | 2006 UZ150 | 20 out 2006 | Mount Lemmon  | Mount Lemmon Survey | —         | MPC                           |
| 413870     | 2006 UN208 | 23 out 2006 | Catalina      | CSS                 | —         | MPC                           |
| 413871     | 2006 UU208 | 19 out 2006 | Kitt Peak     | Spacewatch          | —         | MPC                           |
| 413872     | 2006 UY218 | 16 out 2006 | Catalina      | CSS                 | —         | MPC                           |
| 413873     | 2006 UA255 | 27 out 2006 | Mount Lemmon  | Mount Lemmon Survey | —         | MPC                           |
| 413874     | 2006 UQ262 | 29 out 2006 | Mount Lemmon  | Mount Lemmon Survey | —         | MPC                           |
| 413875     | 2006 UP265 | 27 out 2006 | Catalina      | CSS                 | —         | MPC                           |
| 413876     | 2006 UM269 | 27 out 2006 | Mount Lemmon  | Mount Lemmon Survey | —         | MPC                           |
| 413877     | 2006 UL271 | 27 out 2006 | Mount Lemmon  | Mount Lemmon Survey | —         | MPC                           |
| 413878     | 2006 UL283 | 28 out 2006 | Kitt Peak     | Spacewatch          | —         | MPC                           |
| 413879     | 2006 UN335 | 17 out 2006 | Mount Lemmon  | Mount Lemmon Survey | —         | MPC                           |
| 413880     | 2006 VX6   | 10 nov 2006 | Kitt Peak     | Spacewatch          | —         | MPC                           |
| 413881     | 2006 VX30  | 10 nov 2006 | Kitt Peak     | Spacewatch          | —         | MPC                           |
| 413882     | 2006 VX49  | 10 nov 2006 | Kitt Peak     | Spacewatch          | —         | MPC                           |
| 413883     | 2006 VQ59  | 22 out 2006 | Mount Lemmon  | Mount Lemmon Survey | —         | MPC                           |
| 413884     | 2006 VR63  | 28 set 2006 | Mount Lemmon  | Mount Lemmon Survey | —         | MPC                           |
| 413885     | 2006 VW68  | 11 nov 2006 | Kitt Peak     | Spacewatch          | —         | MPC                           |
| 413886     | 2006 VK77  | 12 nov 2006 | Mount Lemmon  | Mount Lemmon Survey | —         | MPC                           |
| 413887     | 2006 VT81  | 13 nov 2006 | Mount Lemmon  | Mount Lemmon Survey | Juno      | MPC                           |
| 413888     | 2006 VH94  | 10 nov 2006 | Kitt Peak     | Spacewatch          | —         | MPC                           |
| 413889     | 2006 VX104 | 30 set 2006 | Mount Lemmon  | Mount Lemmon Survey | —         | MPC                           |
| 413890     | 2006 VN109 | 13 nov 2006 | Mount Lemmon  | Mount Lemmon Survey | —         | MPC                           |
| 413891     | 2006 VV119 | 14 nov 2006 | Kitt Peak     | Spacewatch          | —         | MPC                           |
| 413892     | 2006 VC124 | 20 out 2006 | Mount Lemmon  | Mount Lemmon Survey | —         | MPC                           |
| 413893     | 2006 VV135 | 15 nov 2006 | Kitt Peak     | Spacewatch          | —         | MPC                           |
| 413894     | 2006 VH139 | 15 nov 2006 | Kitt Peak     | Spacewatch          | —         | MPC                           |
| 413895     | 2006 VW143 | 29 out 2006 | Catalina      | CSS                 | —         | MPC                           |
| 413896     | 2006 VU145 | 15 nov 2006 | Catalina      | CSS                 | —         | MPC                           |
| 413897     | 2006 VO169 | 11 nov 2006 | Kitt Peak     | Spacewatch          | —         | MPC                           |
| 413898     | 2006 WM5   | 27 set 2006 | Mount Lemmon  | Mount Lemmon Survey | —         | MPC                           |
| 413899     | 2006 WN5   | 16 nov 2006 | Kitt Peak     | Spacewatch          | Juno      | MPC                           |
| 413900     | 2006 WO6   | 16 nov 2006 | Kitt Peak     | Spacewatch          | —         | MPC                           |

## 413901–414000
| Designação | Designação | Descoberta  | Descoberta       | Descobridor(es)     | Categoria | Mais informações / Referência |
| Permanente | Provisória | Data        | Local            | Descobridor(es)     | Categoria | Mais informações / Referência |
| ---------- | ---------- | ----------- | ---------------- | ------------------- | --------- | ----------------------------- |
| 413901     | 2006 WS7   | 16 nov 2006 | Kitt Peak        | Spacewatch          | —         | MPC                           |
| 413902     | 2006 WL16  | 4 out 2006  | Mount Lemmon     | Mount Lemmon Survey | —         | MPC                           |
| 413903     | 2006 WQ22  | 17 nov 2006 | Mount Lemmon     | Mount Lemmon Survey | —         | MPC                           |
| 413904     | 2006 WU23  | 17 nov 2006 | Mount Lemmon     | Mount Lemmon Survey | —         | MPC                           |
| 413905     | 2006 WX26  | 18 nov 2006 | Socorro          | LINEAR              | —         | MPC                           |
| 413906     | 2006 WF27  | 18 nov 2006 | Catalina         | CSS                 | —         | MPC                           |
| 413907     | 2006 WO29  | 22 nov 2006 | Mount Lemmon     | Mount Lemmon Survey | —         | MPC                           |
| 413908     | 2006 WK40  | 16 nov 2006 | Kitt Peak        | Spacewatch          | —         | MPC                           |
| 413909     | 2006 WX40  | 28 set 2006 | Mount Lemmon     | Mount Lemmon Survey | —         | MPC                           |
| 413910     | 2006 WD50  | 16 nov 2006 | Mount Lemmon     | Mount Lemmon Survey | —         | MPC                           |
| 413911     | 2006 WT61  | 17 nov 2006 | Socorro          | LINEAR              | —         | MPC                           |
| 413912     | 2006 WN69  | 23 out 2006 | Mount Lemmon     | Mount Lemmon Survey | —         | MPC                           |
| 413913     | 2006 WL74  | 18 nov 2006 | Kitt Peak        | Spacewatch          | —         | MPC                           |
| 413914     | 2006 WB91  | 11 nov 2006 | Kitt Peak        | Spacewatch          | —         | MPC                           |
| 413915     | 2006 WM95  | 19 nov 2006 | Kitt Peak        | Spacewatch          | —         | MPC                           |
| 413916     | 2006 WT96  | 27 out 2006 | Mount Lemmon     | Mount Lemmon Survey | —         | MPC                           |
| 413917     | 2006 WD103 | 31 out 2006 | Mount Lemmon     | Mount Lemmon Survey | —         | MPC                           |
| 413918     | 2006 WA115 | 20 nov 2006 | Catalina         | CSS                 | —         | MPC                           |
| 413919     | 2006 WP126 | 22 nov 2006 | Catalina         | CSS                 | —         | MPC                           |
| 413920     | 2006 WD135 | 18 nov 2006 | Kitt Peak        | Spacewatch          | —         | MPC                           |
| 413921     | 2006 WK151 | 4 out 2006  | Mount Lemmon     | Mount Lemmon Survey | —         | MPC                           |
| 413922     | 2006 WC152 | 21 nov 2006 | Mount Lemmon     | Mount Lemmon Survey | Juno      | MPC                           |
| 413923     | 2006 WJ155 | 22 nov 2006 | Kitt Peak        | Spacewatch          | —         | MPC                           |
| 413924     | 2006 WU166 | 31 out 2006 | Mount Lemmon     | Mount Lemmon Survey | —         | MPC                           |
| 413925     | 2006 WJ171 | 31 out 2006 | Mount Lemmon     | Mount Lemmon Survey | —         | MPC                           |
| 413926     | 2006 WU181 | 11 nov 2006 | Mount Lemmon     | Mount Lemmon Survey | —         | MPC                           |
| 413927     | 2006 WW192 | 11 nov 2006 | Kitt Peak        | Spacewatch          | —         | MPC                           |
| 413928     | 2006 XV2   | 23 nov 2006 | Kitt Peak        | Spacewatch          | Phocaea   | MPC                           |
| 413929     | 2006 XE10  | 9 dez 2006  | Kitt Peak        | Spacewatch          | —         | MPC                           |
| 413930     | 2006 XW10  | 9 dez 2006  | Kitt Peak        | Spacewatch          | —         | MPC                           |
| 413931     | 2006 XB16  | 10 dez 2006 | Kitt Peak        | Spacewatch          | —         | MPC                           |
| 413932     | 2006 XL35  | 1 dez 2006  | Mount Lemmon     | Mount Lemmon Survey | Phocaea   | MPC                           |
| 413933     | 2006 XR38  | 28 out 2006 | Mount Lemmon     | Mount Lemmon Survey | —         | MPC                           |
| 413934     | 2006 XD39  | 1 dez 2006  | Mount Lemmon     | Mount Lemmon Survey | —         | MPC                           |
| 413935     | 2006 XS49  | 13 dez 2006 | Mount Lemmon     | Mount Lemmon Survey | —         | MPC                           |
| 413936     | 2006 XO51  | 21 nov 2006 | Catalina         | CSS                 | —         | MPC                           |
| 413937     | 2006 XN70  | 15 dez 2006 | Kitt Peak        | Spacewatch          | —         | MPC                           |
| 413938     | 2006 XS70  | 13 dez 2006 | Mount Lemmon     | Mount Lemmon Survey | —         | MPC                           |
| 413939     | 2006 YY6   | 28 set 2006 | Mount Lemmon     | Mount Lemmon Survey | —         | MPC                           |
| 413940     | 2006 YA13  | 25 dez 2006 | Desert Moon      | B. L. Stevens       | —         | MPC                           |
| 413941     | 2006 YP19  | 24 dez 2006 | Bergisch Gladbac | W. Bickel           | —         | MPC                           |
| 413942     | 2006 YW21  | 14 dez 2006 | Socorro          | LINEAR              | —         | MPC                           |
| 413943     | 2006 YD35  | 21 dez 2006 | Kitt Peak        | Spacewatch          | —         | MPC                           |
| 413944     | 2006 YE46  | 13 dez 2006 | Socorro          | LINEAR              | Phocaea   | MPC                           |
| 413945     | 2006 YG47  | 22 dez 2006 | Socorro          | LINEAR              | —         | MPC                           |
| 413946     | 2006 YW48  | 26 dez 2006 | Catalina         | CSS                 | —         | MPC                           |
| 413947     | 2007 AD    | 24 dez 2006 | Kitt Peak        | Spacewatch          | —         | MPC                           |
| 413948     | 2007 AK7   | 9 jan 2007  | Mount Lemmon     | Mount Lemmon Survey | —         | MPC                           |
| 413949     | 2007 AH14  | 15 nov 2006 | Mount Lemmon     | Mount Lemmon Survey | —         | MPC                           |
| 413950     | 2007 AS29  | 9 jan 2007  | Mount Lemmon     | Mount Lemmon Survey | —         | MPC                           |
| 413951     | 2007 BF12  | 17 jan 2007 | Kitt Peak        | Spacewatch          | —         | MPC                           |
| 413952     | 2007 BP14  | 9 mar 2003  | Kitt Peak        | Spacewatch          | —         | MPC                           |
| 413953     | 2007 BP40  | 24 jan 2007 | Mount Lemmon     | Mount Lemmon Survey | —         | MPC                           |
| 413954     | 2007 BF43  | 24 jan 2007 | Mount Lemmon     | Mount Lemmon Survey | —         | MPC                           |
| 413955     | 2007 BZ45  | 26 jan 2007 | Anderson Mesa    | LONEOS              | —         | MPC                           |
| 413956     | 2007 BA47  | 26 jan 2007 | Kitt Peak        | Spacewatch          | —         | MPC                           |
| 413957     | 2007 BJ50  | 21 nov 2006 | Mount Lemmon     | Mount Lemmon Survey | —         | MPC                           |
| 413958     | 2007 BM97  | 19 jan 2007 | Mauna Kea        | Mauna Kea Obs.      | —         | MPC                           |
| 413959     | 2007 BS101 | 25 jan 2007 | Catalina         | CSS                 | —         | MPC                           |
| 413960     | 2007 BB102 | 28 jan 2007 | Catalina         | CSS                 | —         | MPC                           |
| 413961     | 2007 CU    | 6 fev 2007  | Mount Lemmon     | Mount Lemmon Survey | —         | MPC                           |
| 413962     | 2007 CP21  | 6 fev 2007  | Palomar          | NEAT                | Phocaea   | MPC                           |
| 413963     | 2007 CL27  | 5 fev 2007  | Palomar          | NEAT                | —         | MPC                           |
| 413964     | 2007 CB29  | 22 nov 2006 | Mount Lemmon     | Mount Lemmon Survey | —         | MPC                           |
| 413965     | 2007 CG30  | 6 fev 2007  | Mount Lemmon     | Mount Lemmon Survey | —         | MPC                           |
| 413966     | 2007 CC32  | 6 fev 2007  | Mount Lemmon     | Mount Lemmon Survey | —         | MPC                           |
| 413967     | 2007 CM38  | 6 fev 2007  | Mount Lemmon     | Mount Lemmon Survey | —         | MPC                           |
| 413968     | 2007 CM40  | 7 fev 2007  | Palomar          | NEAT                | —         | MPC                           |
| 413969     | 2007 DN7   | 19 fev 2007 | Bisei SG Center  | BATTeRS             | —         | MPC                           |
| 413970     | 2007 DM19  | 17 fev 2007 | Kitt Peak        | Spacewatch          | —         | MPC                           |
| 413971     | 2007 DP23  | 17 fev 2007 | Kitt Peak        | Spacewatch          | —         | MPC                           |
| 413972     | 2007 DB28  | 17 fev 2007 | Kitt Peak        | Spacewatch          | —         | MPC                           |
| 413973     | 2007 DR29  | 17 fev 2007 | Kitt Peak        | Spacewatch          | —         | MPC                           |
| 413974     | 2007 DX42  | 24 dez 2006 | Mount Lemmon     | Mount Lemmon Survey | —         | MPC                           |
| 413975     | 2007 DL54  | 21 fev 2007 | Kitt Peak        | Spacewatch          | —         | MPC                           |
| 413976     | 2007 DQ58  | 21 fev 2007 | Mount Lemmon     | Mount Lemmon Survey | —         | MPC                           |
| 413977     | 2007 DV58  | 21 fev 2007 | Mount Lemmon     | Mount Lemmon Survey | —         | MPC                           |
| 413978     | 2007 DH74  | 21 fev 2007 | Mount Lemmon     | Mount Lemmon Survey | —         | MPC                           |
| 413979     | 2007 DX98  | 27 jan 2007 | Mount Lemmon     | Mount Lemmon Survey | —         | MPC                           |
| 413980     | 2007 DK109 | 16 fev 2007 | Mount Lemmon     | Mount Lemmon Survey | —         | MPC                           |
| 413981     | 2007 DG116 | 16 fev 2007 | Catalina         | CSS                 | —         | MPC                           |
| 413982     | 2007 EV14  | 9 mar 2007  | Mount Lemmon     | Mount Lemmon Survey | —         | MPC                           |
| 413983     | 2007 EA28  | 25 jan 2007 | Kitt Peak        | Spacewatch          | —         | MPC                           |
| 413984     | 2007 ES30  | 23 nov 2006 | Mount Lemmon     | Mount Lemmon Survey | —         | MPC                           |
| 413985     | 2007 ED44  | 9 mar 2007  | Kitt Peak        | Spacewatch          | —         | MPC                           |
| 413986     | 2007 EY57  | 9 mar 2007  | Palomar          | NEAT                | —         | MPC                           |
| 413987     | 2007 EZ75  | 10 mar 2007 | Kitt Peak        | Spacewatch          | —         | MPC                           |
| 413988     | 2007 EV76  | 10 mar 2007 | Kitt Peak        | Spacewatch          | —         | MPC                           |
| 413989     | 2007 EL88  | 14 mar 2007 | Siding Spring    | SSS                 | —         | MPC                           |
| 413990     | 2007 EZ107 | 11 mar 2007 | Kitt Peak        | Spacewatch          | —         | MPC                           |
| 413991     | 2007 EW108 | 11 mar 2007 | Kitt Peak        | Spacewatch          | —         | MPC                           |
| 413992     | 2007 EH114 | 12 mar 2007 | Mount Lemmon     | Mount Lemmon Survey | —         | MPC                           |
| 413993     | 2007 EC125 | 13 mar 2007 | Gnosca           | S. Sposetti         | —         | MPC                           |
| 413994     | 2007 EE150 | 12 mar 2007 | Mount Lemmon     | Mount Lemmon Survey | —         | MPC                           |
| 413995     | 2007 EW157 | 13 mar 2007 | Mount Lemmon     | Mount Lemmon Survey | —         | MPC                           |
| 413996     | 2007 EA158 | 13 mar 2007 | Mount Lemmon     | Mount Lemmon Survey | —         | MPC                           |
| 413997     | 2007 EJ168 | 13 mar 2007 | Kitt Peak        | Spacewatch          | —         | MPC                           |
| 413998     | 2007 EU222 | 30 ago 2000 | Kitt Peak        | Spacewatch          | —         | MPC                           |
| 413999     | 2007 ED224 | 15 mar 2007 | Kitt Peak        | Spacewatch          | Eos       | MPC                           |
| 414000     | 2007 FU6   | 21 fev 2007 | Kitt Peak        | Spacewatch          | —         | MPC                           |